# Verantwortung

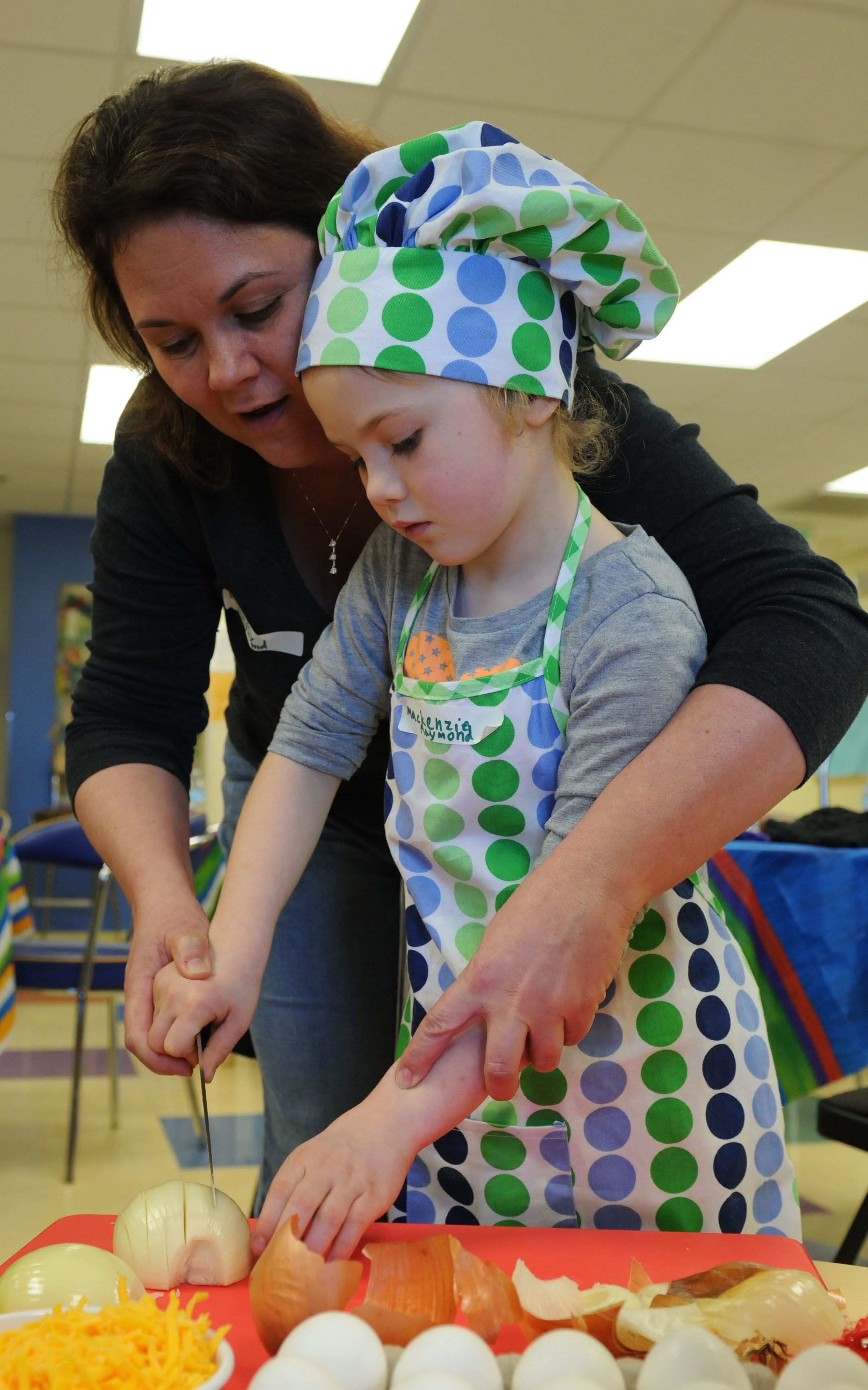
„Eltern haften für ihre Kinder“: Kaum eine andere Alltagssituation macht Verantwortlichkeit so bewusst wie die Erziehung der Kinder

Verantwortung ist vorrangig die Fähigkeit, das eigene Können und die möglichen Folgen von Entscheidungen einzuschätzen und so zu handeln, dass die erwarteten Ziele mit größter Wahrscheinlichkeit erreicht werden.
Häufig ist damit das Bewusstsein verbunden, im Falle des Scheiterns Schuld und Scham zu tragen.
In diesem Zusammenhang kann aus der Verantwortung die freiwillige (verantwortungsbewusste) oder (bei Unwissenheit oder Fremdbestimmung) unfreiwillige Übernahme einer Verpflichtung hervorgehen, für die möglichen Folgen einer Handlung oder einer getroffenen Entscheidung einzustehen und gegebenenfalls dafür Rechenschaft abzulegen oder Strafen zu akzeptieren. Verantwortungsgefühl setzt ein Gewissen, die Kenntnis der Wertvorstellungen sowie der rechtlichen Vorschriften und sozialen Normen voraus.
Im Rechtswesen wird der Begriff verbreitet als die einer handelnden Person oder Personengruppe (Subjekt) gegenüber einer anderen Person oder Personengruppe (Objekt) zugeschriebene Pflicht definiert, die aufgrund eines normativen Anspruchs entsteht, der durch eine Instanz eingefordert werden kann.
Handlungen und ihre Folgen können je nach gesellschaftlicher Praxis und Wertesystem für den Verantwortlichen zu Konsequenzen wie Lob und Tadel, Belohnung, Bestrafung oder Forderungen nach Ersatzleistungen führen. Die Beziehung (Relation) zwischen den beteiligten Akteuren knüpft am Ergebnis des Handelns an.
Die der Verantwortung zugrunde liegenden gesellschaftlichen Normen können einen rechtlichen, weltanschaulichen oder moralischen Ursprung haben. Die Verantwortung kann aber auch auf einem selbst gewählten Ideal als einer nur individuell gültigen Norm beruhen. Allerdings ist auch in diesem Fall der Anspruch an Wirkungen gegenüber anderen Personen oder Institutionen gebunden. Denn nur unter Einbeziehung der Mitwelt ergibt der Begriff der Verantwortung einen Sinn.
In jedem Fall setzt die Zuschreibung von Verantwortung die Annahme einer Handlungsfreiheit und eines wirksamen Einflusses des Handelnden auf das Handlungsergebnis voraus. Ob und in welchem Maß eine solche Selbstbestimmung gegeben ist, ist umstritten und wird in der Philosophie des Geistes kritisch diskutiert. Indem Verantwortung Rechtfertigung herausfordert, ist sie an das Vorbringen von Begründungen und die Vernunft der Beteiligten gebunden. Durch ihre Orientierung an Normen und Wertungen ist Verantwortung auch ein ethisches Thema.
Wenn einer Person die Verantwortung für eine bestimmte Aufgabe oder dauerhafte Aufgabenstellung zugewiesen ist, spricht man von Verantwortlichkeit. Während die Grundrelation des Konzepts der Verantwortung – jemand ist verantwortlich für etwas vor jemandem – wenig umstritten ist, besteht über die Ausgestaltung der einzelnen Dimensionen des Begriffs eine Vielzahl von Meinungen. Je nach Anwendungsbereich (etwa in Politik, Ökonomie, Recht, Psychologie) wird dem Begriff ein besonderer Inhalt zugewiesen. Dies gilt sowohl für den Umfang der Zuständigkeit als auch für die Gültigkeit der Normen, aufgrund deren Verantwortung zugeschrieben wird.

„Der Begriff ‚Verantwortung‘ erweist sich als eine mindestens dreistellige Relation, die Verantwortungssubjekt, Verantwortungsbereich und Verantwortungsinstanz verknüpft. Nun haben sich alle drei – Instanz, Bereich und Subjekt – in der Geschichte der neuzeitlichen Säkularisierung entscheidend verändert: An die Stelle Gottes als Verantwortungsinstanz tritt die Gesamtheit aller vernünftigen Wesen in Gegenwart und Zukunft und ggf. auch die außermenschliche Natur, der Verantwortungsbereich wird um die Menge aller neuen Technologien erweitert, zumal jene, bei denen eine grundsätzliche Nichtvorhersehbarkeit ihrer Folgen dem Menschen bewußt ist, was eng mit der grundsätzlichen Veränderung des Verantwortungssubjekts zusammenhängt, das ganz offenkundig sowohl seine Begrenzung auf das Individuum als auch seine Einschränkung auf jene Handlungen, für die es selbst in bewußtem Sinne steuernd verantwortlich war, aufgeben muß.“

## Etymologie
Das Wort Verantwortung ist eine Substantivbildung aus dem Verb verantworten. Das Verb bedeutet zunächst allgemein antworten, dann im Besonderen vor Gericht antworten, eine Frage beantworten und schließlich für etwas einstehen, etwas vertreten. Im reflexiven Sinn hat es im letzten Fall die Bedeutung sich rechtfertigen.
Seinen spezifischen Charakter hat das Verb ver-antworten durch eine Derivation erhalten, wobei das Präfix ver- eine eigene etymologische Geschichte hat. Das Wort verantworten ist im 12. Jahrhundert und das Substantiv Verantwortung erst im 15. Jahrhundert nachzuweisen.
Das Verb verantworten entstammt dem mittelhochdeutschen verantwürten mit der ursprünglichen Bedeutung sich als Angeklagter vor Gericht verteidigen. Sein Vorkommen wird als Übersetzung des lateinischen respondere „antworten, Antwort geben“ aus der römischen Rechtssprache gesehen, das unmittelbar Eingang in das Englische (responsibility) gefunden hat.

## Eigenschaften

### Zum Begriff der Verantwortung
In der Antike und im Mittelalter wurden Fragen der Verantwortlichkeit unter den Begriffen Schuld und Zurechnung (Imputation) behandelt. Die erste Monographie zur Verantwortung verfasste 1884 der Franzose Lucien Lévy-Bruhl: L’idee de responsabilité.
Eine Bedeutung in der philosophisch-moralischen Diskussion erlangte der Begriff erst im 20. Jahrhundert, und zu einem ethischen Schlüsselbegriff wurde er nach dem Zweiten Weltkrieg.
Verantwortung ist ein Begriff der Möglichkeit. Notwendigkeit ist unabweisbar, Unmöglichkeit nicht erfüllbar. Unabweisbares und Unmögliches sind der menschlichen Entscheidung entzogen und damit nicht Gegenstand der Verantwortung. Verantwortung kann eine zukunftsorientierte oder eine vergangenheitsorientierte Bedeutung haben. Prospektiv ist die Verpflichtung, einen bestimmten Handlungserfolg herzustellen oder die Anforderungen an eine bestimmte Aufgabe oder Rolle einzulösen, wie z. B. die Neutralität eines Schiedsrichters im Sport oder der Lernerfolg des Schülers durch einen Lehrer. Der Verantwortliche entwickelt ein Verantwortungsgefühl und übernimmt die Verantwortung für eine absehbare Zukunft. Retrospektiv wird festgestellt, wer für das Ergebnis einer Handlung verantwortlich ist. Der Erfinder erhält einen Anspruch auf ein Patent, Verstöße gegen Normen können bestraft werden. Retrospektiv kann man jemanden nur zur Verantwortung ziehen, wenn er bereits vor dem zu verantwortenden Ereignis, also prospektiv, in der Verantwortung gestanden hat.
Insofern sind Zukunft und Vergangenheit nur zwei Seiten derselben Frage, wie der Mensch richtig handeln sollte. Verantwortung ist somit eine Grundkategorie der praktischen Philosophie, weil sie bei jeder Form des Handelns in Betracht zu ziehen ist und die Lebenspraxis in den Fokus stellt. Verantwortung ist das tragende Netzwerk menschlicher Praxis, denn wenn das Gute im Handeln in Frage gestellt ist, ist auch die Verantwortung in Frage gestellt. Wenn jemand grundsätzlich ablehnt, Wertmaßstäbe für sich gelten zu lassen, wird er auch ebenso die Zurechnung von Verantwortung nicht akzeptieren. Nach Karl-Otto Apel ist Verantwortung eine soziale Institution zur Kompensation von Gleichgewichtsstörungen.
Die Kategorie der Verantwortung dient der Regulierung sozialer Verhaltensweisen und damit der Verbesserung des gemeinsamen Lebens.
Verantwortung kann durch gesellschaftliche Forderungen wie Gesetze, religiöse Gebote oder moralische Normen auferlegt sein. Verantwortung kann aber auch freiwillig entstehen, indem jemand eine Aufgabe übernimmt, z. B. ehrenamtlich tätig wird. Sachliche Verantwortung freiwilliger Natur entsteht auch durch die Einhaltung von Versprechen, seien diese mündlich gegeben, durch einen Vertrag, durch Bürgschaften o. ä. Hierin eingeschlossen ist die (soziale) Verantwortung gegenüber unverschuldet in Notlagen geratenen Menschen. Auch im Fall einer Selbstverpflichtung ist es üblich, dass sich der Betreffende für die Erfüllung der übernommenen Aufgabe rechtfertigen muss. In jedem Fall dient ihm sein Gewissen als Instanz der Rechtfertigung, wobei die Normen, denen das Gewissen folgt, und deren Entstehung auf verschiedene Weise erklärt werden können. Die Fähigkeit, sich zu rechtfertigen, setzt Sprache voraus. So wird die Kategorie der Verantwortung zu einem anthropologischen Merkmal des Menschen: Er ist ein „verantwortungsfähiges Wesen.“ Verantwortung ist dialogisch und setzt einen Weltbezug voraus. „Die volle Erfahrung der Verantwortung fordert also die beiden Grundbeziehungen: Verantwortung für sein eigenes Handeln und Verantwortung für die Welt konkret zu vereinigen. Ja, in dieser konkreten Vereinigung besteht die eigentliche Praxis der Verantwortung.“
Verantwortung kann bei einzelnen Personen, Personengruppen – zum Beispiel beim Löschzug der Feuerwehr – oder einer Gesellschaft in ihrer Gesamtheit liegen. Verantwortung kann eingeschränkt sein, wenn Handlungen aufgrund von Anweisungen erfolgen. Für die übertragene Verantwortung bleibt jedoch eine Mitverantwortung bestehen, die sich auch auf das Gelingen einer geteilten ganzheitlichen Verantwortung erstreckt. Ein Träger von Verantwortung muss in der Lage sein, das Konzept der Verantwortung zu verstehen und sich ihm zu unterwerfen. Der Träger muss die Anforderungen an seine Verantwortung kennen, beherrschen und die Handlungsfolgen beurteilen können. Er benötigt Erfahrung und Kompetenz. Im Fall von Institutionen, die in modernen Gesellschaften zunehmend an Bedeutung gewinnen, nehmen diese die sie repräsentierenden Personen und Gremien kooperativ wahr. Der sachliche Bereich der Verantwortung erstreckt sich auf das, was der Träger beeinflussen kann, was auch das Handeln anderer Personen einschließt, die dem Einfluss des Trägers unterliegen. Der Träger hat gegenüber dem Objekt Macht, die auf Strukturen oder einer freiwilligen Übertragung beruhen kann, wie zum Beispiel der Kapitän einer Fähre.
Die Macht kann sich auch in Sorge und Fürsorge wie bei Eltern eines Kindes ausdrücken. Die Art und der Grad der Verantwortung ist durch die Vielzahl der unterschiedlichen gesellschaftlichen Rollen und Tätigkeitsfelder bestimmt. Entsprechend ist der Begriff der Verantwortung jeweils in Hinblick auf die konkrete Konstellation zu füllen. Es wird beurteilt, wie jemand seine Verantwortung wahrnimmt. Die Rede von „Verantwortung wahrnehmen“ enthält zwei Bedeutungsaspekte: Zum einen muss jemand erkennen, wie und in welchem Umfang ihm Verantwortung zukommt. Zum anderen muss er entsprechend seiner Einsicht, seiner Wahrnehmung, auch handeln, um seine Verantwortung wahrzunehmen.
Georg Picht verweist darauf, dass der Begriff der Verantwortung einen Überschuss gegenüber dem der Haftung hat. Haftung bedeutet, dass man für seine Pflicht auch gezwungenermaßen in Regress genommen werden kann. Wenn hingegen jemand eine Verantwortung für eine Person oder eine Aufgabe hat, ist seine Pflicht zur Fürsorge unabgegrenzt und umfassend. Insofern kann Verantwortung nicht auf eine juristische Ebene beschränkt werden. Der Begriff enthält auch immer eine moralische Konnotation. Wer Verantwortung trägt, kann sich nicht alleine auf formale Vorschriften berufen, er muss auch den Geist der Aufgabe erfassen und erfüllen.
In diesem Sinn erstreckt sich Verantwortung auch auf Haltungen und Einstellungen. Während die Pflicht auf einen einseitigen Anspruch, eine hierarchische Beziehung, begrenzt ist, beruht Verantwortung auf einer Einstellung, die Gegenseitigkeit beinhaltet. Verantwortung bedarf des Einverständnisses des Trägers, diese zu übernehmen. Wenn reiner Zwang besteht, kann man nur von Pflicht reden. Allerdings besteht zwischen der Instanz der Rechtfertigung und dem Träger der Verantwortung eine Asymmetrie dahingehend, dass die Instanz nicht infrage gestellt ist. Der Verantwortliche ist der Instanz, ob gezwungen oder freiwillig, möglicherweise auf „Gedeih und Verderb“ unterworfen.
Bei Kurt Bayertz findet sich der Hinweis, dass es aus Sicht des Opfers bei Verletzung der Verantwortung in Hinblick auf die Folgen unerheblich ist, ob das Handlungsergebnis mit Absicht herbeigeführt wurde. Die Folgen sind unabhängig von der Motivation. Für das handelnde Subjekt und die Frage der schuldhaften Verursachung, also auch bezogen auf die Bewertung der Verantwortung durch das Opfer, stellt sich das nach Bayertz ganz anders dar. „Wird die innere Verfassung des Handlungssubjekts in die Betrachtung einbezogen, so kann sich ein Verantwortungskonzept ausbilden, für das kausale Urheberschaft zwar eine notwendige, nicht aber hinreichende Bedingung der Verantwortung ist.“ Es sind tragische Fälle denkbar, in denen jemand sich bemüht, seiner Verantwortung nachzukommen, aber an den Umständen scheitert. Klassische Fälle sind die Folgen von Naturkatastrophen.
Mit dem Begriff der Verantwortung sind die beiden Adjektive verantwortlich und verantwortungsvoll verbunden. Beide haben ein leicht voneinander abweichendes Bedeutungsfeld. Verantwortlich hat einen stärker kausalen Charakter, in dem das Verursachen und die daraus folgende Haftung besonders betont sind. Verantwortliches Handeln beinhaltet Umsicht und Überlegung. Dabei bemüht sich der Verantwortliche um sachgerechtes Handeln, in dem die Interessen und Bedürfnisse der Beteiligten angemessen berücksichtigt werden.
Der Ausdruck verantwortungsvoll enthält hingegen das Element des Höherwertigen oder eines besonderen Schwierigkeitsgrades einer Verantwortung, die übertragen wird, oder eine Würdigung einer besonderen Achtsamkeit, mit der eine Verantwortung wahrgenommen wurde. Der Träger einer verantwortungsvollen Aufgabe benötigt besondere Kompetenzen zu ihrer Erfüllung. Verantwortungsvoll ist eine Aufgabe auch, wenn sich bei einer Nichterfüllung besonders schwerwiegende negative Handlungsfolgen ergeben. In solchen Fällen kann jemand, der eine Verantwortung trägt, dies auch als Bürde empfinden.
Der Begriff der Schuld deckt nur einen Teil des Begriffsfeldes von Verantwortung ab. Zum einen ist er rein retrospektiv auf bereits eingetretene Handlungsergebnisse bezogen. Zum anderen setzt er einen feststellbaren Verstoß gegen bestehende Normen voraus, die einzuhalten jemand die Verantwortung hatte. Schuld tritt erst ein, wenn jemand seiner Verantwortung nicht nachgekommen ist, obwohl er anders hätte handeln können. Dann kann die Rechtfertigung des Handelns nicht mehr gelingen. Juristisch wird zusätzlich noch ein fahrlässiges oder vorsätzliches Handeln gefordert, damit der Tatbestand der Schuld zutrifft.
Im moralischen Sinn wird ein Verstoß als verantwortungslos bezeichnet, wenn jemand sich um seine Verantwortung nicht angemessen gekümmert hat. Damit ist dann häufig eine Abwertung der Person verbunden. Noch stärker ist der Vorwurf des unverantwortlichen Handelns, der einen bewussten Verstoß, zumindest ein bewusstes In-Kauf-Nehmen der Handlungsfolgen, und einen erheblichen Schaden beinhaltet. Hans Jonas spricht von einem „Akt positiven Leichtsinns“.
Als Verantwortungsdiffusion wird ein Zustand bezeichnet, bei dem die Zuordnung der Verantwortlichkeit auf einen Verantwortungsträger vermieden wird, indem alle dafür in Frage kommenden Personen der Verantwortung ausweichen. Das aus der Physik entlehnte Wort Diffusion deutet an, dass dieses Vermeiden wiederum nicht gesteuert erfolgt, sondern in selbstähnlicher Weise ungeregelt ist.

### Arten der Verantwortung
| (A) Wer      | (1) Individuum      | (2) Korporation         | (3) Gesellschaft      |
| ------------ | ------------------- | ----------------------- | --------------------- |
| verantwortet |                     |                         |                       |
| (B) Was      | Handlung            | Produkt                 | Unterlassung          |
| (C) Wofür    | Folgen voraussehbar | Folgen unvoraussehbar   | Fern- und Spätfolgen  |
| (D) Weswegen | moralische Regeln   | gesellschaftliche Werte | staatliche Gesetze    |
| (E) Wovor    | Gewissen            | Urteil anderer          | Gericht               |
| (F) Wann     | vorher: prospektiv  | momentan                | nachher: retrospektiv |
| (G) Wie      | aktiv               | virtuell                | passiv                |

Je nach Anwendungsbereich sind von verschiedenen Autoren Strukturmerkmale entworfen worden, die einer tieferen Begriffsanalyse dienen. So gliedert Wilhelm Weischedel in soziale, religiöse sowie Selbstverantwortung. Bei Pavel Baran findet sich die Unterteilung in „die Beziehung des Menschen zur Gesellschaft, zur Natur und zu sich selbst.“
Der bekannte Jurist H. L. A. Hart klassifizierte nach
1. kausaler Verantwortung in Hinblick auf die Verursachung
2. Rollenverantwortung in Hinblick auf die Aufgabe
3. Fähigkeitenverantwortung in Hinblick auf die Erfüllbarkeit
4. Haftungsverantwortung, die von der Verursachung abweichen kann.

In diesen drei Strukturvorschlägen wird moralische Verantwortung nicht unmittelbar benannt. Bei Baran und Weischedel ist sie allerdings implizit enthalten. Innerhalb der Rollenverantwortung gibt es beispielsweise die Führungsverantwortung, die Fürsorgeverantwortung oder die Verantwortung, die sich aus dem Berufsethos eines bestimmten Standes (Ärzte, Wissenschaftler) ergibt. Die Feststellung der kausalen Verantwortung ist nicht normativ, sondern beruht auf empirischen Erkenntnissen. Ihre Relation ist zweistellig und besteht zwischen Träger und Objekt der Verantwortung.
Karl Jaspers ist auch außerhalb der philosophischen Kreise bekannt geworden durch eine frühe Auseinandersetzung mit der Verantwortung des Einzelnen für die Verbrechen des Nationalsozialismus in dem Essay Die Schuldfrage (1946). Hierzu diskutierte er
- die kriminelle Schuld, die aufgrund objektiv nachweisbarer Gesetzesverstöße entsteht, vor Gericht entschieden wird und eine formale Strafe zur Folge hat,
- die politische Schuld, die durch Handlungen einzelner Staatsbürger und die Mitverantwortung, wie er regiert wird, erzeugt wird und der Gewalt und dem Urteil des politischen Siegers unterliegt, der die Handelnden in Haftung nimmt,
- die moralische Schuld aus Handlungen, die über die rechtliche Situation hinausgehen und die vor dem eigenen Gewissen zu rechtfertigen sind und zu Einsicht, Buße und Erneuerung führen muss, sowie
- die metaphysische Schuld, die ein Mangel an Solidarität der Menschen mit den Menschen ist, also auf der Mitverantwortung für alles Unrecht und alle Ungerechtigkeit in der Welt beruht und schon beim Wegsehen entsteht und deren Rechtfertigungsinstanz allein Gott ist, dem man nur mit Aufgabe des eigenen Stolzes und mit Demut begegnen kann.

Jaspers kam zu dem Ergebnis, dass es eine Kollektivschuld nicht geben kann und dass man außer im Fall der juristischen Schuld nicht von Schuld im eigentlichen Sinn sprechen kann. Vielmehr entsteht eine Verantwortlichkeit aus der Tiefe des eigenen Gewissens. Diese Verantwortlichkeit kann aber nicht abgegolten werden und verjährt nicht. Deshalb kann man auch ein ganzes Volk für die Folgen seines kollektiven Handelns politisch haftbar machen. Für die moralische Verantwortung muss man sich jedoch auf den Einzelnen beziehen.
Eine andere Ebene beschreibt Otfried Höffe mit der Gliederung in Aufgaben-, Rechenschafts- und Haftungsverantwortung, die sich stärker am Prozess verantwortlichen Handelns orientiert. Apel differenziert nach einem „Mikrobereich (Familie, Ehe, Nachbarschaft), einem Mesobereich (Ebene der nationalen Politik) und einem Makrobereich (Schicksal der Menschheit).“
Einen neuen, in der Systemtheorie begründeten Aspekt stellt Walter L. Bühl in den Vordergrund mit der Forderung, die individuelle, kollektive und kooperative Verantwortung so zu ergänzen, dass auch denen Verantwortung zugeschrieben wird, die für das Design von Systemen und die Entstehung von Schnittstellen (Bifurkation) zuständig sind.
In Hinblick auf das Handeln im Rahmen von Institutionen, z. B. bei den von Technikern gemeinschaftlich erstellten Produkten, verwies Hans Lenk darauf, dass hier nur eine gemeinschaftlich zu tragende Mitverantwortung für Kollektivhandlungen gegeben ist, die von der Einwirkungs- und Mitwirkungsmacht abhängt. Diese unterteilte er in
- Verantwortung institutionellen Handelns (Veranlassungs- oder Führungs- und Befehlsverantwortung)
- Vorsorgeverantwortung
  - generelle Fürsorgehandlungsverantwortung
  - aktive Verhinderungsverantwortung (Präventivverantwortung)
- negative Kausalhandlungsverantwortung (Vermeidung von Unterlassungen)
- positive Kausalhandlungs(ergebnis)verantwortung.[43]

Realisiert werden kann dies z. B. durch die Umstellung von Sanktionen auf Prävention und durch prospektive Vorwegnahme möglicher Risiken statt retrospektiver Zuschreibung von Schadenfolgen durch sog. Soft-Law-Regelungen (etwa Mediation, Selbstverpflichtung oder auch Monitoring bei befristeten Genehmigungen) zur Responsibilisierung systemischer Prozesse, wobei eine Personalisierung der Entscheidungsprozesse die Zurechenbarkeit von Entscheidungen weiterhin sicherstellen sollte.

### Verantwortung und Freiheit
Im traditionellen Verständnis setzt Verantwortung unabdingbar Handlungsfreiheit voraus. Dies entspricht der Auffassung, dass der Akteur aufgrund einer Entscheidung tatsächlich auch anders hätte handeln können.
Der Verantwortliche wird als jemand betrachtet, der autonom seiner sittlichen Vernunft folgend eine willkürliche Entscheidung treffen und auch durch eine Handlung verwirklichen kann, obwohl er auch anders hätte handeln können. Eine freie Handlung erfolgt hiernach ohne Zwang und ist nicht zufällig. Freiheit ist in dieser Sicht die Bedingung der Möglichkeit der Selbstbestimmung des Menschen. „Willensfreiheit ist mithin eine zum Sprachspiel verantwortlicher Urheberschaft gehörende Präsupposition des Tun- und Lassenkönnen, die die Zurechnung von Verantwortung erst ermöglicht.“ Deshalb ist Verantwortung im ersten Schritt ein Anspruch an sich selbst und für sich selbst.
Der Einzelne ist sowohl Gegenstand seiner eigenen Verantwortung als auch die Autorität, vor der er sich verantworten muss. Der Maßstab ist sein Gewissen, in dem alle natürlichen und sozialen Normen gebündelt sind. Indem jemand die äußeren Normen der Gesellschaft und die von ihm als vernünftig eingesehenen Gründe verinnerlicht, fühlt er die Verantwortung und seine Verstöße gegen seine so gewonnenen Maßstäbe als „innere Stimme“. Diese persönlichen Normen waren bis zur Aufklärung vorrangig christlich geprägt und haben seit Beginn der Neuzeit einen immer stärkeren Bezug zur Vernunft und zu Vernunftgründen, die in der angenommenen Autonomie des Subjektes liegen. „In der Verantwortung gründet die Einheit der Vernunft in allen ihren endlichen Gestalten. Weil der Mensch das Wesen ist, dem sich Aufgaben stellen, ist menschliches Dasein immer im Horizont erkannter Wirkungsbereiche möglich.“
Durch die Annahme der Handlungsfreiheit als Voraussetzung des Konzeptes der Verantwortung wird dieses Gegenstand der Diskussion über einen freien Willen in der Philosophie des Geistes. Das traditionelle Verständnis eines sich selbst bestimmenden Ichs, das weitgehend auch mit dem Alltagsverständnis und der üblichen Sicht im Strafrecht übereinstimmt, wird als Libertarismus bezeichnet. Im Bereich der Philosophie gilt diese Auffassung als Minderheitsposition. Bekannte Vertreter sind etwa Immanuel Kant, Roderick Chisholm, Peter van Inwagen, Robert Kane und in Deutschland Geert Keil. Geht jemand hingegen davon aus, dass die Welt vollständig kausal bestimmt ist (strikter Determinismus), kann er auch niemandem Verantwortung zuschreiben, denn dieser hätte ja gar nicht anders handeln können.
Diese eher seltene Auffassung wird etwa von Galen Strawson, Ted Honderich oder Derk Pereboom vertreten. Wesentlich verbreiteter ist die Position, dass zwar die physische Welt deterministisch ist, aber dennoch Willensfreiheit besteht (Kompatibilismus). Zu dieser Grundauffassung gibt es eine Reihe von Spielarten. So gehen etwa Daniel Dennett oder Harry Frankfurt davon aus, dass die jeweilige Handlungsfreiheit nicht auf alternativen Handlungsmöglichkeiten beruht.
Die Entscheidung des Verantwortlichen ist durch seine persönliche Geschichte und die bestehenden Bedingungen fest vorgegeben, aber er muss aufgrund unvollständiger Information im jeweiligen Moment entscheiden. Dennett vertritt zusätzlich die These, dass moralische Bewertungen und damit die Zuweisung von Verantwortung ihren Ursprung in der biologischen und kulturellen Evolution haben. Eine ähnliche Position, die sie als „Semi-Kompatibilismus“ bezeichnen, vertreten John Martin Fischer und Mark Ravizza, indem sie zwar den freien Willen bestreiten, aber das Institut der Verantwortung bejahen, weil hierdurch maßgeblich Einfluss auf das Verhalten (nicht die Entscheidungen) des Menschen genommen werden kann. Neutraler positionierte sich Peter Strawson, der es nicht für notwendig hielt, die Frage des Determinismus zu entscheiden, weil die Annahme der Willensfreiheit und die Zuschreibung von Verantwortung unausweichlich Teil der menschlichen Lebenspraxis ist.
Julian Nida-Rümelin knüpft hieran unmittelbar an: „Wir als normale menschliche Wesen, eingebettet in soziale Zusammenhänge, können gar nicht anders, als Verantwortlichkeit und Freiheit in dem Umfang vorauszusetzen, wie es für die von uns allen geteilten moralischen Empfindungen und Einstellungen (Strawson spricht hier von reactive attitudes) erforderlich ist. Unsere lebensweltlichen interpersonalen Beziehungen lassen keinen Spielraum für theoretische Überzeugungen, die diese Einstellungen als unbegründet erscheinen lassen würden.“
Anders hält z. B. Michael Pauen wie vor ihm schon Moritz Schlick oder David Hume eine deterministische Welt und die Existenz echter Handlungsalternativen für vereinbar. Konsens besteht ganz überwiegend darüber, dass viele als Handlungen ausgezeichnete Aktivitäten des Menschen durch seine Geschichte, die gesellschaftlichen Gegebenheiten, aber auch körperliche und psychologische Reaktionen auf unbewusste Sachverhalte (etwa hormonelle Zustände oder unbewusste Wahrnehmungen) verursacht sind. Es gibt Kognitionswissenschaftler wie die Hirnforscher Gerhard Roth und Wolf Singer oder den Psychologen Wolfgang Prinz, die die Schuldfähigkeit und damit das Strafrecht überhaupt in Frage stellen.
Die wissenschaftstheoretischen Prämissen dieser naturalistischen Auffassung sind umstritten. Insbesondere wird in diesen Stellungnahmen die Erste-Person-Perspektive nicht ausreichend betrachtet. Zumindest aber ist die Entscheidungsfreiheit des Menschen durch äußere Bedingungen sehr stark eingeschränkt und es bedarf einer bewussten Reflexion und Persönlichkeitsbildung, um zu einer willentlichen Entscheidung zu kommen (nicht-klassischer Kompatibilismus, Peter Bieri, Ansgar Beckermann). Zusätzlich gibt es die Auffassung, dass physische Welt und geistige Welt zwei unabhängige Ebenen darstellen, die zwar aufeinander abgestimmt sind, aber nicht voneinander abhängen (Dualismus). Diese von Descartes ausdrücklich formulierte Vorstellung findet in der Moderne immer weniger Anhänger.

### Zurechnung von Verantwortung
Eine moralische Person ist ein Subjekt, „dessen Handlungen einer Zurechnung fähig sind.“ Verantwortung kann man jemandem zuschreiben, wenn er das Handlungsergebnis (kausal) verursacht hat. Es ist nicht die Handlung, sondern das Handlungsergebnis, das auf die Verantwortlichkeit zurückverweist. Wenn jemand Auto fährt, kommt es darauf an, dass er keinen Unfall verursacht.
Die Rechenschaft wird gefordert, wenn jemand die von ihm verantwortete Aufgabe nicht erfüllt hat oder nur durch Glück, z. B. trotz zu schnellen Fahrens, einem Verstoß gegen bestehende Normen entgangen ist. Ein Lehrer ist nicht auf seine Methoden festgelegt, sondern wird am Lernerfolg der Schüler gemessen, wobei der Erfolg wiederum von der Bereitschaft und den Fähigkeiten der Schüler und sonstigen Rahmenbedingungen abhängt. Voraussetzung ist, dass der Verstoß gegen eine Norm oder das Verfehlen einer Aufgabenstellung vom Handelnden selbst oder einem Dritten, der eine Rechtfertigung fordert, auch erkannt wird. Das Ausmaß der Verantwortung einer Person kann hierbei bezogen auf die Art der Beziehung des Akteurs zu einem Geschehen abgestuft erfasst werden für alle Effekte:
1. mit denen sie irgendwie in Verbindung gebracht werden kann (Assoziation)
2. die sie verursacht hat
3. die sie verursacht hat und vorhersehen konnte
4. die sie absichtlich herbeigeführt hat
5. die sie absichtlich herbeigeführt hat und die nicht zu rechtfertigen sind.

Die tatsächliche Zurechnung des Ergebnisses einer Handlung oder Unterlassung erfolgt in der Praxis auf den konkreten Fall bezogen unterschiedlich und in Abhängigkeit von der Person, ihren Fähigkeiten, ihrer persönlichen Sozialisation und Geschichte, einerseits sowie von der Situation andererseits. Dabei wird auch berücksichtigt, inwieweit jemand fahrlässig gehandelt hat.
Ein Akteur gilt als zurechnungsfähig, wenn er handlungsfähig ist, d. h. aufgrund seiner individuellen Bedingungen und der äußeren Umstände nicht eingeschränkt ist. Andernfalls ist er mehr oder weniger unzurechnungsfähig. Dies gilt auch für allgemeine Lebensregeln wie „Unwissenheit schützt vor Strafe nicht“ oder „Eltern haften für ihre Kinder“. Wenn jemand die Folgen einer Handlung bei angemessener Sorgfalt hätte absehen oder verhindern können, so kann ihm zumeist Nichtwissen oder fehlende Absicht nicht als Exculpation dienen. Anders verhält es sich bei Personen, deren persönliche Bedingungen nicht den üblichen Anforderungen an eine frei entscheidende und handlungsfähige Person entsprechen. Solche Einschränkungen gelten beispielsweise für Kinder, Demente, geistig Behinderte oder psychisch Kranke, aber auch für Personen, die ohne eigenes Zutun in einen besonderen Erregungszustand geraten sind und im Affekt handeln. Dabei kann die Zurechnung aus der Perspektive des Handelnden und aus der Beobachterperspektive durchaus unterschiedlich ausfallen („Ich kann nichts dafür“ versus „Du hast Schuld“). Einfluss auf die Urteile hat auch die Frage, ob der Handelnde und der Beobachtete resp. der Verantwortung Fordernde dem gleichen Normensystem folgen.
Einer Person werden Handlungen dritter Personen zugerechnet, wenn sie aus einer bestimmten Rolle heraus deren Handeln entscheidend beeinflussen können. Klassische Fälle sind Eltern und Kinder in der Familie (Fürsorgeverantwortung) oder Vorgesetzte und Mitarbeiter in Arbeitssystemen (Führungsverantwortung). Haben in diesen Fällen Handlungen negative Folgen, fällt die Verantwortung den direkt Handelnden nicht oder nur teilweise zu. Der Verantwortliche (die Eltern, der Vorgesetzte) muss geeignete organisatorische Vorkehrungen treffen, dass die gestellte Aufgabe erfüllt wird und kein Schaden durch die oder bei den ihm Anbefohlenen eintritt.
Andernfalls trifft ihn ein Organisationsverschulden. Auf der anderen Seite stellt sich die Frage, inwieweit ein mündiger, eigenverantwortlich handelnder Mitarbeiter durch Anweisungen des Vorgesetzten von einer Verantwortung bei der Arbeit befreit sein kann. Der klassische Fall, in dem dies nicht gegeben ist, sind Anweisungen zu Verbrechen und strafbaren Handlungen. Eindringlich diskutiert das Hannah Arendt im Fall von Adolf Eichmann. Eine Variante im Umkehrschluss hierzu ist die Frage nach dem Recht des Whistleblowers, wenn er seinem Verantwortungsbewusstsein folgt und ungenehmigt brisante Informationen veröffentlicht.
Auf ein besonderes Problem der Zurechnung moralischer Verantwortung haben Thomas Nagel und Bernard Williams unter dem Stichwort „Moral Luck“ hingewiesen. Beide diskutieren die Tatsache, dass Verursachung und Handlungsabsicht in der moralischen Bewertung nicht gleich ausfallen. Schießt jemand auf einen Menschen in mörderischer Absicht, so wird die Tat anders bewertet, wenn sie erfolgreich war als der Fall, dass das Opfer zufällig stolperte und der Schuss fehlging. Das Handlungsergebnis ist unterschiedlich. Im Strafrecht hat dies unmittelbare Konsequenzen auf das Strafmaß. Die unterschiedliche Bewertung von gleichartigen Handlungen aufgrund der Tatsache, dass der Zufall einen Einfluss auf das Handlungsergebnis hatte, ist umstritten. Bei der Bewertung spielt insbesondere eine Rolle, ob man einer Gesinnungsethik folgt, bei der primär die Handlungsabsicht moralisch zu bewerten ist, oder ob man im Sinne einer Verantwortungs- oder insbesondere im Sinne einer Erfolgsethik vorrangig auf das Handlungsergebnis abstellt.

### Kollektive Verantwortung
In modernen komplexen Gesellschaften gibt es eine Vielzahl von mehr oder weniger formalen Gruppierungen, die als Institutionen am gesellschaftlichen Leben teilnehmen und auf dieses Einfluss haben. Hierzu zählen der Staat, Verbände, Vereine, Kirchen, Unternehmen, wissenschaftliche Institute, Parteien und diverse Körperschaften des öffentlichen Rechts sowie eine unüberschaubare Zahl anderer Nicht-Regierungs-Organisationen.
| WER (Handlungssubjekt)        | Individuum                                     | Korporation                                                 |
| WAS (Handlung)                | Einzelhandlungen                               | Handlungszusammenhänge                                      |
| WOFÜR (Handlungsfolgen)       | kausal zurechenbare direkte Handlungs- folgen  | synergistische und kumula- tive Effekte Handlungs- produkte |
| WEM gegenüber                 | Von Handlungen und Handlungsfolgen Betroffene  | Von Handlungen und Handlungsfolgen Betroffene               |
| WOVOR (Verantwortungsinstanz) | Gewissen, Auftraggeber, Öffentlichkeit         | Korporative Selbstver- pflichtungen, Öffentlichkeit         |
| WESWEGEN (Normen und Werte)   | Rollenverantwortung vs. Universalverantwortung | Korporationsziele vs. soziale bzw. Universal- verantwortung |

Innerhalb solcher Organisationen handeln Menschen gemeinschaftlich oder durch ein Leitungsgremium. Ein Problem der Zuschreibung von Verantwortung bei solchen Gruppen ist, dass die kausale Beziehung des Einzelnen zu einem Handlungsergebnis kaum feststellbar ist oder dass der Einfluss des Einzelnen so gering ist, dass er berechtigt ablehnt für die Handlungsfolgen eintreten zu müssen. Leicht einsichtig wird das Problem bei der Verantwortung für die Klimakatastrophe. Ob der Einzelne weniger mit dem Auto fährt oder seltener Fleisch isst, hat keinen unmittelbaren Einfluss auf das Klima. Nur wenn die Gesamtheit der Menschen sich im Verhalten verändert, wird auch ein Einfluss spürbar. Hierzu beitragen können politische Lösungen. Also hält der Einzelne sich zurück und wartet, dass die Politiker es schon richten werden.
Der Einzelne folgt dem Sankt-Florians-Prinzip und entzieht sich seiner tatsächlich vorhandenen Verantwortung (Verantwortungsdiffusion). Unmittelbarer stellt sich die Frage bei den Wählern der NSDAP nach der Verantwortung für die katastrophalen Folgen. Hier wird auch die Verantwortung durch Passivität sichtbar, die Karl Jaspers als Schuld kennzeichnete. Praktische Probleme bei der Zurechnung von Verantwortung bestehen auch bei Katastrophen wie der Nuklearkatastrophe von Fukushima, der Katastrophe von Bhopal oder dem Unglück bei der Loveparade 2010. Immer stellt sich die Frage, wessen Handeln ursächlich für das Handlungsergebnis war. Welche Verantwortung trifft eine Bank, die ein Unternehmen finanziert, das einen größeren Umweltschaden verursacht? Normalerweise wird diese Frage verneint, es sei denn der Bank waren spezielle Risiken bekannt. Gilt das Gleiche aber, wenn Hersteller von Waffen finanziert werden? Ein Beispiel für die Zurechnung und Übernahme von Verantwortung sind die Entschädigungszahlungen deutscher Unternehmen an Opfer der NS-Zwangsarbeit.
Bei der Analyse des Begriffs der kollektiven Verantwortung ist zu unterscheiden zwischen kooperativer und korporativer Verantwortung. Kooperative Verantwortung ist die Mitverantwortung an einem gemeinsamen Werk oder einer gemeinsamen Aufgabe, die im Wesentlichen auf den Einzelnen und seinen Einfluss auf das Gesamtergebnis zurückzuführen ist. Bei korporativer Verantwortung, also der Zuschreibung von Verantwortung zu einer formalen Institution, eine nicht-natürliche, sondern juristische Person gibt es unterschiedliche Auffassungen. Während unter anderem Julian Nida-Rümelin dafür plädiert, dass auch in Korporationen die Verantwortung unter Berücksichtigung seines Anteils und seinen Einflussmöglichkeiten dem Einzelnen zuzurechnen ist, hält Matthias Maring unter der einschränkenden Bedingung des Subsidiaritätsprinzips ein Hierarchiemodell der Verantwortung für sinnvoll.
Dabei unterscheidet er die Verantwortung aus Sicht der Individualethik, der Sozialethik, der Institutionenethik und der Korporationenethik, die jeweils mit inhaltlichen Ethikansätzen zu verbinden sind. Nida-Rümelin schränkt seinen Verantwortungsindividualismus insofern ein, als die Individualinteressen in der Handlung hinter Gruppenpräferenzen zurücktreten. Eine ähnliche Position vertritt Robert Sugden. Einen reinen Verantwortungsindividualismus vertrat hingegen bereits 1948 in Hinblick auf den Nationalsozialismus H. D. Lewis. Margaret Gilbert gehört hingegen zu den Vertretern, die der Auffassung sind, dass es eine genuine Kollektivschuld gibt.
Im rechtlichen Bereich werden juristische Personen unstrittig als Handlungssubjekte – vertreten durch ihre Leitungsgremien –, z. B. in Haftungsfragen, behandelt. Strafrechtliche Verantwortung für Institutionen gibt es jedoch nicht. In der ethisch-moralischen Sphäre ist die Diskussion so weit fortgeschritten, dass auch Unternehmen als Einheit Verantwortung zugeschrieben wird. Für diesen Diskurs haben sich die Begriffe Corporate Governance und Corporate Social Responsibility eingebürgert.

### Bürgerverantwortung
Bürgerverantwortung ist einerseits gekennzeichnet durch die Erfüllung von Pflichten eines Staatsbürgers wie das Wahrnehmen des Wahlrechts, der aktiven Teilnahme an der politischen Willensbildung (Unterstützung oder Mitgliedschaft in Parteien oder Nicht-Regierungs-Organisationen) sowie die Übernahme von gesellschaftlich erforderlichen Laienämtern wie dem eines Wahlhelfers oder eines Schöffen. Andererseits greift die Forderung nach einer aktiven Bürgergesellschaft sowohl aufseiten der Bürger als auch in der Politik zunehmend Platz. Teilhabe am Gemeinwesen findet dabei auf vielfältige Weise statt. „Das Projekt der Zivilgesellschaft, wie es sich von der Societas civilis über die bürgerliche Gesellschaft bis hin zur modernen Bürgergesellschaft entwickelt hat, beruht auf mindestens drei Pfeilern der Verantwortung:
- Der Selbstverantwortung, die in der selbständigen Begründung von Handlungsregeln und der Einsicht in bestehende Handlungspflichten besteht;
- der Eigenverantwortung, die durch die eigenständige Erfüllung von Handlungszielen und eine autonome Lebensführung gekennzeichnet ist;
- der Mitverantwortung, die sich durch die Partizipation am Gemeinwesen und dem Engagement für das Gemeinwohl auszeichnet.“[88]

Die zunehmende Bedeutung der Forderung nach einer verstärkten Bürgergesellschaft hat ihren Niederschlag in der 1999 begründeten Enquete-Kommission Zukunft des bürgerschaftlichen Engagements gefunden, die 2002 ihren Bericht vorgelegt hat. Hierin heißt es:
„Der Begriff der Bürgergesellschaft ist ideengeschichtlich mit dem Begriff der ‚guten politischen Ordnung‘ verbunden. Die Idee der aktiven Bürgerschaft geht auf die antike Polis und auf die italienischen Stadtrepubliken der frühen Neuzeit zurück und bezeichnet bis heute den Status, der die mit gleichen Rechten und Pflichten ausgestatteten Mitglieder einer politischen Gemeinschaft auszeichnet. Demokratische Bürgerschaft ist gleichzeitig mit dem Anspruch aktiver Teilhabe verbunden, d. h. mit der Bereitschaft, sich informiert in die politische Willensbildung einzumischen, sich an Wahlen und Abstimmungen zu beteiligen sowie öffentliche Aufgaben und Ämter zu übernehmen. Da Demokratien zudem weitgehend auf Zwang verzichten wollen und können, wird bürgerschaftliches Engagement zur politischen Tugend, die die ‚gute Bürgerin‘ bzw. den ‚guten Bürger‘ auszeichnet. Es ist gleichzeitig der Gradmesser für die demokratische Qualität eines Gemeinwesens.
Bürgergesellschaft ist die Vision einer politischen Gemeinschaft, in der nicht allein oder vorrangig der Staat und seine Institutionen für die Zukunft der politischen Gemeinschaft Verantwortung tragen. Bürgergesellschaft heißt, sich von der Vorstellung der Allzuständigkeit des Staates zu verabschieden, zuzulassen und zu fordern, dass Bürger in größerem Maße für die Geschicke des Gemeinwesens Sorge tragen. Bürgergesellschaft ist eine Gesellschaft selbstbewusster und selbstverantwortlicher Bürger, eine Gesellschaft der Selbstermächtigung und Selbstorganisation.“

### Verantwortung und Geschichte
Picht vertritt die Auffassung, dass der Mensch sich in der Geschichte als einer Möglichkeit der Natur überall dort verwirklicht, „wo er seine Verantwortung erkennt und ihr gerecht wird.“ Dies bedeutet nicht nur „Verantwortung für andere Menschen, sondern notwendig auch Verantwortung für Sachen.“
Hierin schließt er die Verantwortung für Tiere und die Umwelt bis hin zum Klima mit ein. Denn: „der Mensch ist, insofern er Verantwortung trägt, als ein Wesen bestimmt, das sein Selbstsein nicht in sich selbst, sondern außer sich hat. Er hat sein Selbstsein durch die Geschichte vermittelt in der Natur; er hat sein Selbstsein durch die Natur vermittelt in der Geschichte.“ (328) Der Mensch muss begreifen, dass er unausweichlich in die Natur eingebunden ist, deren Geschichte Teil seiner eigenen Geschichte ist und dass er im Rahmen seiner Möglichkeiten und Handlungen für die Geschichte der Natur verantwortlich ist.
Vor allem für Menschen mit einer exponierten Stellung in der Gesellschaft – „Staatsmänner, Philosophen, Seher, Dichter“ – wird die Geschichte zur Autorität, die aufweist, ob und wie sie ihre Verantwortung wahrgenommen haben. „Deshalb fungiert die Geschichte zugleich als Gerichtshof.“ (329)
Picht geht sogar so weit, zu behaupten, dass im Umkehrschluss aus der Verantwortung für die Zukunft folgt, dass der Mensch auch Verantwortung für seine geschichtliche Vergangenheit trägt. „In dem Maße, in dem wir uns als unfähig erweisen, für die Überlieferung der bisherigen Geschichte und für die Schuld der bisherigen Geschichte selbst die Verantwortung bewußt zu tragen, in demselben Maße sind wir unfähig, in unserer Gegenwart zu begreifen, was unsere Verantwortung für die zukünftige Geschichte von uns fordert.“ (331) In diesem Sinne ist die Rede von der „Gnade der späten Geburt“ für die Deutschen in Bezug auf ihre nationalsozialistische Vergangenheit falsch. „Deutschland wird noch in hundert Jahren an den Folgen des Nationalsozialismus leiden müssen, und kein Protest gegen die Kollektivschuld vermag etwas daran zu ändern, daß wir faktisch so existieren, als ob wir haftbar wären.“ (330) Mit Anerkennung der Geschichte als Instanz der Verantwortung folgt man der Maxime „Erhaltung der Menschheit“. (332) Ganz in diesem Sinne formulierte Angela Merkel, als sie am 18. März 2008 als erste ausländische Regierungschefin vor der Knesset sprach: „ich bin zutiefst davon überzeugt: Nur wenn Deutschland sich zu seiner immerwährenden Verantwortung für die moralische Katastrophe in der deutschen Geschichte bekennt, können wir die Zukunft menschlich gestalten. Oder anders gesagt: Menschlichkeit erwächst aus der Verantwortung für die Vergangenheit.“

### Verantwortung für die Zukunft
Wie bereits bei Georg Picht angedeutet, hat sich in den 1970er Jahren eine neue Perspektive einer Verantwortung für die Zukunft entwickelt. Wichtige Beiträge hierzu waren Karl-Otto Apels „Das Apriori der Kommunikationsgesellschaft“ (1973) sowie vor allem Das Prinzip Verantwortung (1979) von Hans Jonas, die den Blick der Diskussion zur Verantwortung über den Menschen oder die Ehrfurcht vor dem Leben an sich (Albert Schweitzer) hinaus auf die Natur allgemein und auf künftige Generationen erweitert haben. Hier wird nun den Menschen als Kollektiv die Verantwortung zur Vermeidung von Schäden aufgrund von Großtechnologien und als Folge der Massengesellschaft zugewiesen.
Zur Verantwortung für die Zukunft gehört vor allem auch das Abwägen von Risiken und deren Bewertung durch Abschätzung der Risikofolgen. Damit verbunden ist das Gebot, solche Handlungen zu unterlassen, die eine existenzielle Gefährdung der Umwelt oder künftiger Generationen nach sich ziehen könnten. Frühe Themen der sich herausbildenden Umweltethik und der Zukunftsethik waren die Diskussion über die Kerntechnik oder die Umweltverschmutzung. In jüngerer Zeit sind Fragen der Bioethik und der Gentechnik, vor allem aber die bedrohliche globale Erwärmung als Thema hinzugetreten.

## Sphären der Verantwortung
Mit Sphären der Verantwortung werden unterschiedliche Lebens- und Sinnkonstellationen bezeichnet, die sich durch unterschiedliche Maßstäbe in ihrem Anspruch an die Verantwortung auszeichnen. Insofern ist Verantwortung ein Dachbegriff (umbrella term) zur Kennzeichnung der Familienähnlichkeit im Sinne Ludwig Wittgensteins von verschiedenen sozialen Situationen.
Die jeweiligen Sphären wie das Strafrecht, die Religion, die Moral, die Politik oder die Ökonomie haben eigene Wertesysteme und Verfahren der Sanktionierung ausgebildet, um ihren individuellen Ansprüchen und Gegebenheiten Rechnung zu tragen. Dabei kann es zumindest partiell zu Konflikten über die Gewichtung und Bewertung der Verantwortung kommen. Je unterschiedlicher die Ansprüche, um so komplexer und schwieriger wird es für den Akteur, seiner Verantwortung in einer bestimmten Situation gerecht zu werden. Ja selbst innerhalb einer Sphäre kann es zu Konflikten kommen; so können sich unterschiedliche Handlungsempfehlungen ergeben, je nachdem, ob man utilitaristischen oder deontologischen Moralprinzipien folgt.

### Verantwortung in der Religion

#### Christlich-jüdische Religionen
Der Mensch der christlich-jüdischen Religionen hat von Gott den Auftrag erhalten, Gottes Schöpfung „zu bebauen und zu bewahren“ (1. Mose 2,15 ). Zudem hat ihm der „Baum der Erkenntnis des Guten und des Bösen“ (1. Mose 2,9 ) die Fähigkeit ermöglicht, sein Handeln zu bewerten. Deshalb kann Gott vom Menschen einfordern, dass er seine Gebote hält und der Mensch muss sich vor Gott verantworten. Dieser ist die religiöse Instanz der Rechtfertigung, der Mensch ist das für sein Handeln verantwortliche Subjekt und der Gegenstand der Verantwortung ist die ganze Welt als von Gott gegebenes Treugut. Der Mensch muss darum stets bemüht sein, die Gebote Gottes zu erkennen und nach ihnen zu leben, um seine Verantwortung vor Gott zu erfüllen. Dies drückt sich in einem „gottgefälligen“ Umgang mit seinen Mitmenschen und seiner Umwelt aus. Eine grundlegende Orientierung hierzu bieten ihm die Zehn Gebote, die aufgrund ihrer Kürze und ihrer Allgemeingültigkeit den historischen Wandel überstehen. Hieraus ergeben sich Sozialgebote wie etwa die Ehrfurcht vor dem Leben, Bewahrung einer intakten Familie, die Achtung des Eigentums und die Pflicht zur Wahrhaftigkeit.
Aus diesen Prinzipien leitete Leo Baeck die Pflicht ab, jederzeit, vor allem aber in schwierigen Lebenssituationen, die Verantwortung für den Mitmenschen zu übernehmen. Ähnlich dient Martin Buber der Glaube als Leitlinie für die Verantwortung des Erziehers: „Nichts anderes mehr als das Ebenbild Gottes. Das ist das undefinierbare, nur faktische Wohin des gegenwärtigen Erziehers, der in der Verantwortung steht.“
Das Verantwortungsgefühl der Christen entsteht vor allem aus der Nächstenliebe und den Tugenden Barmherzigkeit und Gerechtigkeit, die sich aus der Bergpredigt des Neuen Testaments ergeben. Laut christlichem Bekenntnis müssen sich alle Menschen eines Tages beim Jüngsten Gericht vor Gott für ihre Taten verantworten. „Wer mich verwirft und meine Worte nicht annimmt, der hat schon seinen Richter: das Wort, das ich geredet habe, das wird ihn richten am letzten Tage.“ (Joh 12,48 ).
In der Neuzeit hat sich eine Christliche Soziallehre herausgebildet, die auch den Gedanken der Individualität und der Eigenverantwortung des Menschen Rechnung trägt. „Der Mensch ist sittliches Subjekt, weil er in freier Entscheidung selbstbestimmt zu handeln und die Unterscheidung zwischen Gut und Böse zu treffen vermag. Sein Tun und Lassen ist ihm zuzurechnen. Er trägt dafür vor sich selbst, vor seinen Mitmenschen und vor Gott Verantwortung.“ Dabei werden auch der Umgang mit der Natur, die Wirtschaft und die Wissenschaft mit in die Überlegungen einbezogen, so etwa Papst Paul VI. in seiner: Enzyklika Populorum progressio (Fortschritt der Völker) aus dem Jahr 1967: „Durch die zähe Anwendung seiner Intelligenz und seiner Arbeit entreißt der Mensch Schritt um Schritt der Natur ihre verborgenen Gesetze und macht sich ihre Kräfte dienstbar.
Indem er seine Lebensweise in Zucht nimmt, entwickelt er in sich den Drang am Forschen und Erfinden, das Ja zum berechneten Risiko, das Wagnis zu neuen und großzügigen Unternehmungen und den Sinn für Verantwortung.“ (Nr. 25) „Jedes Programm zur Steigerung der Produktion hat nur so weit Berechtigung, als es dem Menschen dient. Es soll die Ungleichheiten abtragen, Diskriminierungen beseitigen, den Menschen aus Versklavungen befreien und ihn so fähig machen, in eigener Verantwortung sein materielles Wohl, seinen sittlichen Fortschritt, seine geistige Entfaltung in die Hand zu nehmen.“ (Nr. 34) Wolfgang Huber vertritt die Auffassung, dass die Sozialethik die reine Gesinnungsethik, die nach seiner Meinung in der Bindung des autonomen Subjekts an das Gewissen bei Kant betont wird, überwindet und zu einer Verantwortungsethik kommt, in der die Handlungen und Handlungsfolgen im Vordergrund stehen, sodass die Anforderungen an die moderne technisch-wissenschaftliche Welt erst bewältigt werden können.
Die gemeinsame Mitverantwortung hat ihren Beleg in dem auch als Trauspruch beliebten Vers: „Einer trage des anderen Last, so werdet ihr das Gesetz Christi erfüllen.“ (Gal 6,2 ). In einer Denkschrift der evangelischen Kirche wird die Verantwortungsethik unmittelbar aus dem Gleichnis des barmherzigen Samariters abgeleitet: „Die Wahrnehmung von Verantwortung im Sinne ihrer Übernahme setzt ihre Wahrnehmung im Sinne ihres Erkennens voraus. Beispielhaft lässt sich dieser Zusammenhang am Gleichnis Jesu vom barmherzigen Samariter erkennen (Lk 10,25-37 ). Die Moral, die Jesus aus der Beispielgeschichte zieht: „Gehe hin und tue desgleichen!“ (Vers 37), ist als Anleitung zu einer entsprechenden Aufmerksamkeit und somit Schulung der ethischen Wahrnehmungsfähigkeit zu verstehen.“

#### Buddhismus
Der Buddhismus als Religion, die auf keinen bestimmten transzendenten Schöpfergott Bezug nimmt, stellt den Einzelnen in den Vordergrund und ermutigt ihn, für sein Leben die Verantwortung in die eigene Hand zu nehmen. Hierzu gehört auch das Bestreben, sich geistig weiterzuentwickeln. Die ethische Grundlage des Buddhismus ist das Mitgefühl, das allgemein verstanden wird als der Wunsch, dass andere frei von Leid sind, und zu dem auch das Bewusstsein von Pflicht, Verantwortung und Respekt gegenüber anderen gehört.
Ein Vorschreiben, wie andere ihre Verantwortung wahrzunehmen haben, wird hingegen im Buddhismus abgelehnt. Bestenfalls gibt der Buddhist dem anderen den Hinweis auf den richtigen Weg. Ob und wie dieser beschritten wird, ist dann jedem Einzelnen selbst überlassen.
Allgemein gehört zu den Lehren des Buddhismus der verantwortliche Umgang mit dem Leben und der Umwelt. Dies kommt beispielsweise in der Begründung des Friedensnobelpreises für den 14. Dalai Lama Tenzin Gyatso zum Ausdruck. „Der Dalai Lama hat seine Friedensphilosophie auf der Grundlage von großer Ehrfurcht vor allen Lebewesen und der Vorstellung einer universellen Verantwortung, die sowohl die gesamte Menschheit als auch die Natur umfasst, entwickelt.“

#### Chinesische Philosophie
In der chinesischen Philosophie, die vorrangig eine angewandte Ethik ist, wird das Konzept der Verantwortung nicht ausdrücklich thematisiert, sondern ist implizit gefordert, weil ein richtiges Handeln in allen Bereichen zu einem guten, gelingenden Leben beiträgt. Die großen chinesischen Philosophen waren weitgehend a-religiös.
Sie verstanden sich als Lehrer, die zeigen, wie die Menschen eine harmonische Ordnung der Gesellschaft als Voraussetzung eines guten Lebens schaffen können. Die chinesische Philosophie entstand in der Zeit der Streitenden Reiche mit hoher politischer Instabilität etwa ab 500 v. Chr. und war zunächst stark zersplittert. Man spricht von der Periode der Hundert Schulen.
Die älteste und am meisten verbreitete Strömung ist der Konfuzianismus, der vor allem auf die Bewahrung der Traditionen und eine gute Erziehung Wert legte, um den unruhigen Verhältnissen seiner Zeit begegnen zu können. „Kern der konfuzianischen politischen Lehre ist ein patriarchalisch-konservativer Humanismus mit einem hohen Verantwortungsbewusstsein. […] Er ist eine ziemlich rigorose Pflichtenmoral.“ Im Daoismus, der Elemente einer Religion aufweist, wird die Harmonie stärker im Einklang des Lebens mit der Natur und in der Enthaltsamkeit gesucht.
Der Mohismus war dem Konfuzianismus verwandt, betonte aber stärker religiöse Aspekte und hatte eine stärker ausgeprägte Sozialethik. Die grundlegenden Tugenden des Konfuzianismus sind Menschlichkeit (Ren), Sittlichkeit (Li) und Gegenseitigkeit (Shù). In den Erzählungen über Konfuzius, im Lunyu, wird berichtet: „Zigong fragte, ob es ein Wort gebe, an das man sich das ganze Leben hindurch halten könne. Der Meister sagte: „Es heißt wohl shù. Was man selbst nicht wünscht, anderen Menschen nicht zufügen.““ (Lunyu, 15, 23) Die Humanität und die Beachtung der Ein- und Unterordnung in der Gesellschaft sind nach der goldenen Regel in Einklang zu bringen. Die Orientierung an der Harmonie führt verglichen mit dem europäischen Individualismus zu einer viel größeren Gruppenorientierung, so dass Entscheidungen oftmals nur in Gemeinschaft getroffen werden. Entsprechend ist auch die Verantwortung stärker geteilt.

### Juristische Verantwortung
Im Bereich des Rechts hat der Begriff der Verantwortung immer eine soziale Dimension. Die auf sich selbst gerichtete Eigen- oder Selbstverantwortung und die Frage des Gewissens spielt im Recht keine Rolle. Juristisch wird Verantwortung als die Pflicht einer Person verstanden, für ihre Entscheidungen und Handlungen in Hinblick auf die Einhaltung dokumentierter Vorschriften Rechenschaft abzulegen. Wird einer Person eine Aufgabe und die zugehörige Kompetenz zugewiesen, so muss sie diese ausführen und bei Fehlern für die Folgen einstehen. In der Wissenschaft wird hierfür zunehmend der englische Begriff accountability gebräuchlich.
Im Gegensatz zu moralischer oder religiöser Verantwortung gibt es keine Selbstzuschreibung, sondern nur die Zuschreibung der Verletzung von Recht durch einen Richter. Der subjektive Aspekt kommt lediglich bei der Bemessung des Strafmaßes zum Ausdruck. Juristische Verantwortung ist somit immer an empirische Befunde gebunden, und eine Verknüpfung mit abstrakten (a priori gegebenen) Werten bleibt in der Beurteilung der Verantwortung durch das Recht ohne Berücksichtigung.
Es werden unterschieden:
- Handlungsverantwortung: Rechenschaftspflicht hinsichtlich der Art der Aufgabendurchführung
- Ergebnisverantwortung: Rechenschaftspflicht hinsichtlich der Zielerreichung
- Führungsverantwortung: Rechenschaftspflicht hinsichtlich der wahrgenommenen Führungsaufgaben, auch bei der zugehörigen Fremdverantwortung.

Es existiert eine Kette zwischen Verantwortung, Aufgaben und Tätigkeiten. Aufgaben sind Arbeits- oder Handlungsoptionen; sie stellen zum Teil auf Zielsetzungen ab; Tätigkeiten sind demgegenüber untergeordnete Handlungen, die zur Erfüllung der Aufgaben dienen. Verantwortung im Recht kann sich auf Personen, aber auch auf Sachgüter und die Erfüllung bestimmter Anforderungen an Rollen wie die des Eigentümers, Treuhänders oder Mieters beziehen. Innerhalb des Rechts gibt es wieder eigenständige Sphären mit unterschiedlichem Gehalt im Strafrecht mit der Sanktion der Strafe, Zivilrecht mit der Folge der Haftung oder Familienrecht, in dem die Pflicht zur Sorge im Vordergrund steht. Diese sind wieder aus internationaler Perspektive aufgrund der geschichtlichen Differenzen der jeweiligen Rechtssysteme unterschiedlich. Dies wird zum Beispiel bei der Produkthaftung im anglo-amerikanischen Rechtsraum verglichen mit der Handhabung in Europa deutlich.
Dadurch, dass im Recht die Kodifizierung der Normen notwendige Bedingung für die Relevanz der Verantwortung ist, können rechtliche und moralische Verantwortung auseinanderfallen. So verbietet die Moral üblicherweise jede Form von Selbstschädigung, während im Recht der Konsum von Drogen wie Alkohol teilweise zulässig ist. Ein anderer Fall ist das Recht zur Abtreibung. Eine besondere Problematik, diese Differenz zu bewältigen, ergibt sich, wenn Handlungen innerhalb eines Rechtssystems legal erfolgt sind, die aus der Sicht anderer Rechtssystems Verbrechen darstellen, wie dies in den Mauerschützenprozessen der Fall war. Im Extremfall kann das Auseinanderfallen von Moral und Recht dazu führen, dass Personen aus rechtlichen Gründen gezwungen sind, gegen ihre moralischen Werte zu handeln, so dass je nach Befolgung der Norm in der anderen Sphäre eine Schuld entsteht, so etwa für den Beamten, der den Vollzug einer Abschiebung durchführen muss, obwohl er sie moralisch für falsch hält.

### Politische Verantwortung
Politische Verantwortung steht einerseits im Spannungsfeld von Macht und Machtmissbrauch, andererseits ist sie vor allem mit dem Anspruch auf Erfolg verbunden. Der Politiker erhält das Vertrauen seiner Wähler und ist diesem für die Ergebnisse seiner Politik verantwortlich. Die Kontrolle erfolgt durch die öffentliche Meinung und die Notwendigkeit, sich erneut zur Wahl stellen zu müssen. In der grundsätzlichen Auswirkung von Politik wird meist in zwei Verantwortungsarten unterschieden, die als unterschiedliche Leitlinien für ein anzustrebendes Gesellschaftsbild dienen:
- Selbstverantwortung (Eigenverantwortung) bedeutet, für sich selbst sowie für das eigene Handeln, Reden und Unterlassen Verantwortung zu tragen.
- Mitverantwortung bedeutet, für andere (insbesondere diejenigen, die dies nur teilweise können) Verantwortung zu übernehmen.

Mitverantwortung und Selbstverantwortung sind als gleichwertige Verantwortungsarten anzusehen; oft sind beide in Kombination erforderlich. Im Hinblick auf die Aufgaben des Sozialstaats betonen Liberale eher die Selbstverantwortung, die sie als Grundlage für persönliche Freiheit betrachten. Nach liberaler Auffassung soll der Staat erst dann tätig werden, wenn der Einzelne, z. B. aufgrund von Krankheit oder Arbeitslosigkeit, mit der Selbstverantwortung überfordert ist. Staatliche Unterstützungsleistungen sollen hauptsächlich Hilfe zur Selbsthilfe sein (→Subsidiaritätsprinzip).
Sozialdemokraten dagegen betonen eher die Mitverantwortung, die sie als Grundlage für soziale Gerechtigkeit betrachten. Sie befürworten deshalb eine staatlich institutionalisierte Solidargemeinschaft. Der Staat übernimmt die Verantwortung für seine Bürger. Liberale kritisieren dies als paternalistisch.
Ein internationales Konzept ist die Initiative Schutzverantwortung (Responsibility to Protect) zum Schutze des Menschen vor schweren Menschenrechtsverletzungen und Brüchen des humanitären Völkerrechts.

### Moralische Verantwortung
Im Unterschied zu praktischen Aufgabenverantwortungen und juristischer Verantwortlichkeit weist Micha H. Werner der moralischen Verantwortung einen besonderen Status zu. „Moralische Verantwortung kann nicht lediglich als ein Verantwortungstyp unter vielen verstanden werden. Ihr kommt vielmehr zugleich der Stellenwert einer universalgültigen Metaverantwortung zu, die alle anderen Verantwortungsformen zugleich begrenzt und begründet. Denn in moralischer Perspektive suchen wir nach Antwort auf die Frage, wie wir überhaupt – unter Berücksichtigung aller bedingten Verpflichtungen – handeln sollen. Die Zuschreibung prospektiver Verantwortung ist keine deskriptive, sondern eine präskriptive Äußerung.“
Stefan Gosepath unterscheidet primäre und sekundäre moralische Verantwortung. Primär ist die Verantwortung, die sich unmittelbar aus dem eigenen Handeln und den individuellen Aufgaben ergibt. Sekundär besteht aber auch eine allgemeine Verantwortung, erkannte Übel und Zustände zu beseitigen, auch wenn man an deren Bestehen oder Zustandekommen nicht unmittelbar beteiligt ist. Die Verantwortlichkeit ergibt sich allein daraus, dass jemand in der Lage ist, Ungerechtigkeiten zu beseitigen oder zu mindern.
Auf diesem Wege öffnet Gosepath den Begriff der Verantwortung auch für soziale Fragen und Themen der Gerechtigkeit. Dies entspricht der Forderung von Jonas, auch den Altruismus in die Betrachtung mit einzubeziehen: „Verantwortung zum Beispiel für die Wohlfahrt Anderer ‚sichtet‘ nicht nur gegebene Tatvorhaben auf ihre moralische Zulässigkeit hin, sondern verpflichtet zu Taten, die zu keinem anderen Zweck vorgehabt sind.“ Dabei ist zu beachten, dass der Begriff Verantwortung noch keine Werte als solche beinhaltet.
Entsprechend stellt Dieter Birnbacher fest: „Ohne Verantwortlichkeiten gegenüber anderen können wir keinem moralischen Vorwürfe machen, dass er das eigene Leben, die eigene Gesundheit oder das eigene Glück aufs Spiel setzt oder seine Fähigkeiten brachliegen lässt. Mag er sich dadurch noch so sehr schaden, er verletzt damit keine wie auch immer geartete Verantwortungsnorm.“

### Verantwortung in der Wirtschaft
Mit Wirtschaft wird der gesamte Lebensbereich beschrieben, in dem der Mensch Waren und Dienstleistungen austauscht, um seine ökonomischen Bedürfnisse zu befriedigen. In diesem Feld der Lebenswelt gibt es eine Vielzahl von Rollen, die verschiedene Menschen einnehmen, sodass sich auch sehr unterschiedliche Arten von Verantwortung ergeben. Diese Fragen werden in der Wirtschaftsphilosophie und in der Wirtschaftsethik thematisiert und mit unterschiedlichen weltanschaulichen Perspektiven diskutiert.
Bezogen auf einzelne Unternehmen wird die Frage der Verantwortung unter dem Stichwort der Corporate Social Responsibility diskutiert. Die Verantwortung von Unternehmen wird dabei häufig an den Interessen der durch die Aktivität des Unternehmens Betroffenen, der Stakeholder diskutiert. Hierzu zählen neben den Eigentümern die Mitarbeiter, die Kunden und Lieferanten, die Bürger der lokalen Gemeinden, in denen das Unternehmen tätig ist, der Staat als Empfänger von Steuern und auch die Umwelt, sofern und insoweit sie von der Tätigkeit des Unternehmens betroffen ist. Für alle diese Interessengruppen hat das Unternehmen eine spezifische Teilverantwortung, die über das reine Einhalten gesetzlicher Vorschriften hinausgeht. Ein schwieriger Teil der Verantwortung ist es, die verschiedenen Ansprüche in einem ausgewogenen Verhältnis angemessen zu berücksichtigen. Die Durchsetzung von Haftungsansprüchen hängt häufig von der Rechtsform und der Unternehmensgröße ab.
Indem durch die Politik Vorschriften als Rahmenbedingungen der Wirtschaftsordnung gesetzt werden, ergibt sich auch hier eine Mitverantwortung am wirtschaftlichen Geschehen. Hierbei spielen Fragen der Staatsverschuldung und die Verantwortung gegenüber zukünftigen Generationen, die Konjunkturpolitik, die Gesichtspunkte der Nachhaltigkeit und des Umweltschutzes ebenso eine Rolle wie der Verbraucherschutz. Eine eigenständige Verantwortung kommt den Konsumenten in ihrem Kaufverhalten zu, da hierdurch den Akteuren auf der Anbieterseite wesentliche Impulse gegeben werden. Hier steht beispielsweise der Aspekt der Nachhaltigkeit im Konflikt mit der Wegwerfgesellschaft.

### Verantwortung in der Wissenschaft
Albert Einstein sprach 1933 in einem Brief an seinen Freund Max von Laue von der Verantwortung des Wissenschaftlers:

„Deine Ansicht, daß der wissenschaftliche Mensch in den politischen, d. h. menschlichen Angelegenheiten im weiteren Sinne schweigen soll, teile ich nicht. Du siehst ja gerade an den Verhältnissen in Deutschland, wohin solche Selbstbeschränkung führt. Es bedeutet, die Führung den Blinden und Verantwortungslosen widerstandslos zu überlassen. Steckt nicht ein Mangel an Verantwortungsgefühl dahinter? Wo stünden wir, wenn Leute wie Giordano Bruno, Spinoza, Voltaire, Humboldt so gedacht und gehandelt hätten?“

Der paradigmatische Fall für die Verantwortung der Wissenschaft ist der Abwurf der Atombomben auf Hiroshima und Nagasaki. Hier wurde erstmals für eine Weltöffentlichkeit drastisch sichtbar, dass eine Großtechnologie dem Menschen einen erheblichen Schaden zufügen kann. Die in der Geschichte unhinterfragte Nutzung einer stabilen Natur ist im 20. Jahrhundert umgeschlagen in eine Gefährdung von Natur und Lebenswelt durch die Anwendung der Ergebnisse der Wissenschaften in modernen Technologien. Dies hat unter anderem Carl Friedrich von Weizsäcker in einer Reihe von Reden sehr deutlich dokumentiert.
Eine der Konsequenzen war, dass sich 1957 erstmals eine Gruppe von Wissenschaftlern, die Göttinger Achtzehn, öffentlich massiv gegen die atomare militärische Aufrüstung der Bundeswehr wendete. Eine andere Folge waren die Pugwash Conferences on Science and World Affairs (seit 1957), die wesentlich zur atomaren Abrüstung beigetragen haben. Auf der dritten Konferenz im Jahr 1958 hieß es in einer Erklärung:

„Aufgrund ihrer Sachkenntnis sind die Wissenschaftler in der Lage, die Gefahren und Verheißungen, die sich aus naturwissenschaftlichen Entwicklungen ergeben, frühzeitig zu erkennen. Sie haben dafür eine besondere Kompetenz und tragen andererseits auch eine besondere Verantwortung hinsichtlich der dringendsten Probleme unserer Zeit.“

Die Frage nach der Verantwortung der Wissenschaft führte 1970 zur Gründung des von Carl Friedrich von Weizsäcker geleiteten Max-Planck-Institut zur Erforschung der Lebensbedingungen der wissenschaftlich-technischen Welt.
Der ursprüngliche Sinn von Verantwortung in der Wissenschaft ist weitgehend deckungsgleich mit dem Berufsethos eines Wissenschaftlers, der für die Korrektheit seiner Erkenntnisse einsteht, die Sicherheit der von seinen Forschungen unmittelbar betroffenen Menschen gewährleistet und einen sinnvollen Umgang mit den ihm zur Verfügung gestellten Mitteln verantwortet. Die Folgen der Forschung, das was nach Veröffentlichung seiner Erkenntnisse mit diesen Ergebnissen passiert, liegt nach traditionellem Verständnis nicht in seiner Verantwortung. Helmut F. Spinner spricht hier von der „internen Verantwortung“ des Wissenschaftlers. Instanz vor der sich ein Wissenschaftler hier rechtfertigt, ist die Gemeinschaft der Forscher sowie in ökonomischer Hinsicht, die öffentliche Hand als Finanzier. Neben möglicherweise bestehenden juristischen Haftungen geht es hier vor allem um den Wert der wissenschaftlichen Reputation.
Eine erweiterte Verantwortung des Wissenschaftlers für die Folgen der Forschung sieht Skinner, wenn die Erkenntnisse geeignet sind, erhebliche negative Konsequenzen für Menschen zu haben, die von der Anwendung nur mittelbar betroffen sind. Hierzu zählt auch der mögliche Missbrauch von Forschungsergebnissen (Dual Use). Themen dieser Art sind Forschungen im Bereich der Kerntechnik, Pharmakologie, der Medizin, der Klimaforschung, der Meeresbiologie und viele andere mehr. Dies kommt zum Beispiel bei den drei Warnungen der Wissenschaftler an die Menschheit von 1992, 2017 und 2019 zum Ausdruck, die auf den Erkenntnissen zur Entwicklung der globalen Umweltveränderungen fußt.
Zu den Aufgaben der Wissenschaftler gehört nicht nur, auf mögliche Probleme der Forschungsergebnisse in der Öffentlichkeit aufmerksam zu machen, sondern zugleich solche Forschungsergebnisse mitzuliefern, durch die die neuen Technologien auch beherrschbar werden, oder auf die Grenzen der Beherrschbarkeit deutlich hinzuweisen. Aber selbst wenn die Frage der Beherrschbarkeit sich nicht unmittelbar stellt, ist die moderne Wissenschaft so weit fortgeschritten, dass mögliche Forschung unter Umständen im Widerspruch zu den Wertvorstellungen der Gesellschaft stehen, wie es die Debatten zur Embryonenforschung, aber auch die Entwicklung neuer Pflanzen durch Genmanipulation in der Gentechnik zeigen.
In der Verantwortung der Wissenschaften liegt es, in solchen Fällen für eine möglichst sachgerechte Information der Gesellschaft zu sorgen, auch wenn diese möglicherweise sich dann gegen die Durchführung der Forschung entscheidet. Um diesem Anspruch zu genügen, hat zum Beispiel die Max-Planck-Gesellschaft einen eigenen Kodex für ihre Forschungen entwickelt.

### Verantwortung und Medien
Auch Journalisten stehen in einem Arbeits- und Handlungssystem, so dass für sie sowohl die „heroische“ Individualethik als auch eine korporative Verantwortung relevant sind. Die Verantwortung von Medien und den in ihren Systemen handelnden Personen stellt auf die Folgen für die von den Veröffentlichungen Betroffenen ab. Das Selbstverständnis des Journalisten ist zunächst die Information einer interessierten Öffentlichkeit. Dass diese Berichterstattung ethischen Anforderungen unterliegt, zeigt sich in normativen Regularien wie dem Pressekodex des deutschen Presserates, dem Ehrenkodex für die österreichische Presse oder den News Councils in den USA und anderen Ländern.
Der moralische Charakter kommt in diesen Kodizes besonders zum Ausdruck, weil es sich um eine Selbstbindung der Beteiligten ohne gesetzliche Verpflichtung handelt. Herausgeber und Journalisten müssen danach „sich bei ihrer Arbeit der Verantwortung gegenüber der Öffentlichkeit und ihrer Verpflichtung für das Ansehen der Presse bewußt sein.“ Sanktionsmöglichkeiten im Bereich der Medien sind einerseits wie in der klassischen Individualethik das Gewissen, zum anderen aber auch die Reaktion der Öffentlichkeit auf eine Berichterstattung. Konkrete Fragen sind die nach dem Schutz von Persönlichkeitsrechten, nach der Fairness der Berichterstattung, aber auch der Schutz von Personen wie bei einer vorzeitigen Meldung über Ermittlungen der Polizei, die den möglichen Opfern Schaden zufügen kann.

## Ideengeschichte
Für Hans-Martin Schönherr-Mann ist das Konzept der Verantwortung Ergebnis der der Aufklärung folgenden Emanzipationsprozesse. „Die Emanzipation der Bürger im 18. Jahrhundert, die der Juden und der Arbeiter im 19., die der Frauen und Schwarzen im 20. und der Homosexuellen und der diversen Minderheiten im 21. Jahrhundert verbindet ein Anspruch auf Mündigkeit im politischen wie im privaten Bereich. Daraus resultiert die Freiheit, die eigene Lebensform zu wählen und diese nach den eigenen Vorstellungen zu gestalten.“ Die neu gewonnene Mündigkeit erzeugt neue Werte, eine neue Ethik und das Gefühl der Verwiesenheit auf die eigene Existenz, das sich in neuen Perspektiven in der Philosophie von Stirner, Kierkegaard über Nietzsche bis hin zu Jaspers, Sartre, Levinas, Derrida und Foucault ausdrückt.
Einen Zugang aus dem religiösen Empfinden gewannen Schweitzer, Bonhoeffer, Buber oder auch Küng, der ein „Weltethos aus emanzipatorischer Perspektive“ anstrebt, sowie Kommunitaristen wie Amitai Etzioni oder Denker, die ihren Halt im Anschluss an Kant in der Rationalität suchen, wie etwa die Vertreter der Diskursethik. Verantwortung ist rational begründete Moral, die den der Aufklärung folgenden Zerfall der traditionellen Werte kompensiert.
Robert Spaemann nennt vier Gründe für die wachsende Bedeutung des Konzepts der Verantwortung:
1. Durch die zunehmende Komplexität der menschlichen Lebensverhältnisse benötigt der Handelnde zunehmende Ermessensspielräume zur Bewältigung seiner Aufgaben.
2. In der gesellschaftlichen Entwicklung haben sich die verschiedenen sozialen Subsysteme immer weiter ausdifferenziert, so dass die Koordination verschiedener Rollen zusätzliche, möglicherweise in Konflikt stehende Entscheidungen benötigt.
3. Die wachsende wissenschaftliche Durchschaubarkeit langfristiger Akkumulation menschlicher Handlungsfolgen erzeugt ein zusätzliches Wissen über die Gefahren, die vom menschlichen Handeln ausgehen.
4. Die zunehmende Geschwindigkeit der Veränderung der Rahmenbedingungen menschlichen Handelns vor allem in den verfügbaren Technologien benötigt immer mehr ein abstraktes Prinzip statt einer festen Ordnung zur Regelung der menschlichen Beziehungen, mit dem auch Fernwirkungen (zeitlich und räumlich) erfasst werden können.

Wolfgang Kersting sieht in der „fortschreitenden Ablösung von Handlungskausalität und Handlungsintentionalität“ im Verantwortungsbegriff interessengebundene gesellschaftliche Konstruktionen, „denen kein natürliches Maß innewohnt, die zur Maßlosigkeit tendieren.“ Dies spiegelt sich in der Debatte um „Niedergang oder Wiederkehr von Werten in der politischen Ethik“.

### Aristoteles
Bereits Aristoteles hat den Zusammenhang von moralischen und gesetzlichen Normen mit der Verantwortung diskutiert. Die Zurechnung von Handlungen erfolgt für ihn unter der Annahme von Handlungsfreiheit. Dabei berücksichtigt er bereits Einschränkungen der Verantwortung aufgrund äußerer Umstände, kennt aber andererseits auch das Prinzip „Unwissenheit schützt vor Strafe nicht“ sowie die Berücksichtigung von indirekten Folgen.
„Dafür legen nicht bloß die Einzelnen für sich, sondern auch die Gesetzgeber selbst Zeugnis ab. Denn sie züchtigen und strafen die, welche Böses tun, soweit es nicht aus Zwang oder unverschuldeter Unwissenheit geschehen ist; die aber das Gute tun, zeichnen sie aus, wobei ihre Absicht ist, die einen zu ermuntern, die anderen abzuschrecken.
Niemand aber muntert zu Dingen auf, die nicht bei uns stehen und nicht freiwillig sind, da es gar nichts nützen könnte, wenn man sich überreden ließe, keine Hitze oder Schmerz oder Hunger oder sonst dergleichen zu empfinden. Denn man empfände es doch. Selbst die Unwissenheit bestraft das Gesetz, wenn sich herausstellt, dass man an ihr selber schuld ist. So trifft die, die sich in der Trunkenheit vergehen, ein doppeltes Strafmaß, weil die Ursache in dem Betrunkenen selbst liegt. Es stand bei ihm, sich nicht zu betrinken. Die Trunkenheit aber war die Ursache seiner Unwissenheit. Auch die, welche eine Bestimmung der Gesetze nicht kennen, die sie kennen sollten und unschwer kennen könnten, trifft Strafe.“ (EN III 7, 1113b Ende)

### Immanuel Kant
Bei Immanuel Kant entsteht die Verantwortung aus dem Grundsatz der Anerkennung der Würde und der Autonomie anderer Personen als Zweck an sich selbst. Kant hat den Begriff der Verantwortung noch nicht explizit diskutiert. Seine Philosophie ist jedoch für die Denkfigur der Verantwortung von besonderer Bedeutung, weil er den Menschen als Persönlichkeit auffasste, die ihre Handlungen autonom (selbstbestimmt) in Freiheit ausführen kann und der diese Handlungen deshalb nicht nur rechtlich, sondern auch als moralisches Urteil zuzurechnen sind. „Zurechnung (imputatio) in moralischer Bedeutung ist das Urteil, wodurch jemand als Urheber (causa libera) einer Handlung, die alsdann Tat (factum) heißt und unter Gesetzen steht, angesehen wird; welches, wenn es zugleich die rechtlichen Folgen aus dieser Tat bei sich führt, eine rechtskräftige (imputatio iudiciaria s. valida), sonst aber nur eine beurteilende Zurechnung (imputatio diiudicatoria) sein würde.“
Bereits Kant hatte auf die Einschränkungen der Zurechenbarkeit aufgrund empirischer Gegebenheiten deutlich hingewiesen: „Unsere Zurechnungen können nur auf den empirischen Charakter bezogen werden. Wieviel aber davon reine Wirkung der Freiheit, wieviel der bloßen Natur und dem unverschuldeten Fehler des Temperaments oder dessen glücklicher Beschaffenheit (merito fortunae) zuzuschreiben sei, kann niemand ergründen und deshalb auch nicht nach völliger Gerechtigkeit richten“.
Für Kant ist die Verantwortung vor Gott bereits ein nur abstraktes Prinzip, eine Denkfigur. Der praktische Maßstab ist das Gewissen. Nach Kant funktioniert das Gewissen nur, wenn man es sich wie einen unabhängigen Beobachter vorstellt, der seine Stellung unabhängig vom subjektiven Wollen des Betroffenen „genötigt“ durch die Vernunft bezieht. Das Gewissen ist eine natürliche Einrichtung des Geistes, der der Mensch nicht entrinnen kann und die in ihm als Richter fungiert.
Wegen der Allgemeingültigkeit des Anspruchs kann man das Gewissen mit Gott gleichsetzen. „so wird das Gewissen als subjectives Princip einer vor Gott seiner Taten wegen zu leistenden Verantwortung gedacht werden müssen; ja es wird der letztere Begriff (wenn gleich nur auf dunkele Art) in jenem moralischen Selbstbewußtsein jederzeit enthalten sein.“ Die Vorstellung eines Gottes bleibt aufgrund der Grenzen der Vernunft allerdings nur eine Idee. „Der Begriff von der Religion überhaupt ist hier dem Menschen bloß ‚ein Prinzip der Beurteilung aller seiner Pflichten als göttliche Gebote‘.“

### Kierkegaard
Søren Kierkegaard war der erste Philosoph, der sich mit der Frage der Verantwortung aus einem existenziellen Bedürfnis heraus auseinandersetzte. Für Kierkegaard entziehen sich Fragen des Glaubens und der Moral der vernünftigen Deutung. Der Mensch ist in seinen Entscheidungen frei und deshalb auf sich selbst angewiesen. Der Mensch ist der, der durch Wahl „für das, was er als das Zufällige ausschließt, eine wesentliche Verantwortung übernimmt im Hinblick darauf, dass er es ausgeschlossen hat.“ (EO 827) Doch im Wissen um seine Freiheit, die Notwendigkeit, eine Wahl treffen zu müssen, bleibt der Mensch auf der Suche nach dem Sinn des Lebens. Kierkegaard unterschied drei Stadien der menschlichen Existenz, die dieser auf der Suche nach dem Sinn durchlaufen kann, das ästhetische, das ethische und das religiöse.
Der ästhetische Mensch empfindet Schwermut, weil er seinem Schicksal ausgesetzt ist. Das Ästhetische ist keine Wahl zwischen Gut und Böse, sondern die Indifferenz. (EO 728) Es ist das Unmittelbare, das lustvolle, sich selbst genießende Leben im Moment, in dem der Mensch sich nur auf sich selbst bezieht und deshalb frei von Verantwortung ist. Doch dieses Leben bringt keine Erfüllung; es ist oberflächlich und affektiert. Die unerfüllte Suche treibt den ästhetischen Menschen in die Verzweiflung. „Jeder Mensch, der nur ästhetisch lebt, hat darum ein heimliches Grauen vor dem Verzweifeln, denn er weiß sehr wohl, daß das, was die Verzweifelung hervorbringt, das Allgemeine ist, und er weiß zugleich, daß das, worin er sein Leben hat, die Differenz ist. Je höher ein Individuum steht, um so mehr Differenzen hat es vernichtet oder ist darüber verzweifelt, immer aber behält es eine Differenz übrig, die es nicht vernichten will, in der es sein Leben hat.“ (EO 789)
Einen Fortschritt findet der Mensch im ethischen Leben als dem zweiten Stadium. Erst wenn der Mensch sich nicht nur zu sich selbst verhält, sondern seine Verantwortung auf die Gesellschaft richtet, findet er für sich die existenzielle Lebensweise. Er übernimmt im ethischen Stadium nun auch Verantwortung für seine Mitwelt. „Wer sich selber aber ethisch wählt, der wählt sich konkret als dieses bestimmte Individuum; das Individuum bleibt sich da als dieses bestimmten Individuums bewußt, mit den besonderen Gaben und Neigungen, Trieben und Leidenschaften, beeinflußt von einer bestimmten Umgebung, kurz als dieses bestimmte Produkt einer bestimmten Welt. Aber indem ein Mensch sich also seiner selbst bewußt wird, übernimmt er das alles und unterwirft es seiner Verantwortung. Er häsitiert [zögert] nicht, ob er das Einzelne mitnehmen soll oder nicht; denn er weiß es, daß etwas viel Höheres verloren geht, wenn er es nicht thut.“ (EO 816) Doch auch im Ethischen kann der Mensch die Zweifel und damit seine Verzweiflung nicht überwinden. „Der Ethiker führt nur die Verzweifelung zu Ende, die der höhere Ästhetiker bereits begonnen, aber willkürlich abgebrochen hat; denn mag die Differenz noch so groß sein, sie ist doch nur relativ.“ (EO 790)
Das dritte Stadium der Existenz ist das religiöse Stadium. In diesem löst sich der Mensch von allem, was er mit der Vernunft bestimmen kann. Hier hat auch Verantwortung keine Bedeutung mehr. Der Mensch wählt Gott durch die Reue. „Er bereut sich in sich selbst zurück, zurück in die Familie, zurück in das Geschlecht, bis er sich selbst findet in Gott. Nur unter dieser Bedingung kann er sich selbst wählen, und dies ist die einzige Bedingung, die er will, denn so nur vermag er sich selbst absolut zu wählen.“ (EO 774)
Verantwortung entsteht somit für Kierkegaard durch eine Wahl des ethischen Lebens. „Das Gute ist dadurch, daß ich es will, und sonst ist es gar nicht.“ (EO 784) Verantwortung ist auf das weltliche Leben gerichtet und spielt im religiösen Stadium keine Rolle mehr, wo nur noch der Glaube und die ernsthaft empfundene Reue zählen. Kierkegaard hat mit seinen Gedanken Impulse für die Existenzphilosophie und für den Strukturalismus und den Poststrukturalismus als der Philosophie der Differenz gesetzt.

### Nietzsche
Friedrich Nietzsche stellte einen unmittelbaren Zusammenhang mit der aus der Aufklärung folgenden Erfahrung her, „daß kein Gott für uns sorgt und es kein Sittengesetz giebt“. Für ihn folgte daraus: „Sobald man nicht mehr an Gott und an die Bestimmung für ein Jenseits glaubt, wird der Mensch verantwortlich für alles Lebendige“. Wer an eine höhere Instanz glaubt, die den Menschen richtet, begeht einen „Irrthum der Verantwortlichkeit“ Vielmehr entsteht aus der Tatsache, dass man sich gegenüber niemandem moralisch verantworten muss, die Einsicht einer „Verantwortlichkeit gegen sich selber“.
Aus der erkannten Selbstverantwortung entsteht nun für Nietzsche die Aufgabe, eine Philosophie der Zukunft zu entwerfen. „Sobald nun jene zwei Trostmittel, das Platos und das Muhameds, dahin gefallen sind und kein Denker mehr an der Hypothese eines ‚Gottes’ oder ‚ewiger Werthe’ sein Gewissen erleichtern kann, erhebt sich der Anspruch des Gesetzgebers neuer Werthe zu einer neuen und noch nicht erreichten Furchtbarkeit.“
Derjenige, der die Verantwortung übernehmen muss, ist ein neuer Menschentyp, der Übermensch, der über eine Herrenmoral verfügt und bereit ist zur Umwertung aller Werte. „Umwerthung aller Werte, das ist meine Formel für einen Akt höchster Selbstbesinnung für die Menschheit.“
Nietzsche beschrieb diesen neuen Menschen auch als „Freigeist“, den „guten Europäer“ oder die „neuen Philosophen“. Er ist „das von der Sittlichkeit der Sitte wieder losgekommene, das autonome übersittliche Individuum“.
Es geht nun darum, die „Menschen die Zukunft des Menschen als seinen Willen, als abhängig von einem Menschen-Willen zu lehren und grosse Wagnisse und Gesamt-Versuche von Zucht und Züchtigung vorzubereiten, um damit jener schauerlichen Herrschaft des Unsinns und Zufall, die bisher ‚Geschichte’ hiess, ein Ende zu machen“.

### Max Weber
In Politik als Beruf unterscheidet Max Weber das Spannungsfeld, in dem Politiker handeln, durch den scheinbaren Widerspruch einer „Leidenschaft im Sinne von Sachlichkeit“. Politiker – zumindest solche, die den „Beruf“ zur Politik haben – zeichnen sich durch „Hingabe an eine Sache“ aus. Dazu bedarf es eines Mindestmaßes an Gesinnung (Gesinnungsethik) und dazu des nötigen Augenmaßes (Verantwortungsethik). Politiker dürfen aber auch nicht „steril aufgeregt“ sein – die Gesinnung muss authentisch sein, muss durch die Verantwortungsethik jedoch eingezäumt werden. Insofern erscheint die Verantwortung als Widerspruch zu, aber auch als Voraussetzung für politische Gesinnungshaltungen.
„Es ist ein abgrundtiefer Gegensatz, ob man unter der gesinnungethischen Maxime handelt – religiös geredet: ‘Der Christ tut recht und stellt den Erfolg Gott anheim’ -, oder unter der verantwortungsethischen: daß man für die (voraussehbaren) Folgen seines Handelns aufzukommen hat.“
„Denn wenn es in Konsequenz der akosmistischen Liebesethik heißt: ‘dem Übel nicht widerstehen mit Gewalt’, so gilt für den Politiker umgekehrt der Satz: du sollst dem Übel gewaltsam widerstehen, sonst bist du für seine Überhandnahme verantwortlich.“

### Schweitzer
Albert Schweitzer richtete sein Denken am Ideal der Humanität aus. „Tiefe Religion und tiefes Denken haben miteinander das Humanitätsideal geschaffen und verkündet. Von ihnen haben wir es übernommen. Wir bekennen uns zu ihm und sind überzeugt, daß es das ethische Grundelement wahrer Kultur ist.“ (GW 5, 169) Das Motto seiner Ethik, die er auch praktisch versuchte zu leben, lautet „Ehrfurcht vor dem Leben“.
Die Verantwortung für andere Lebewesen ist begründet durch eine naturhaft vorgegebene Lebensbejahung, wobei der Mensch eine Sonderstellung einnimmt: „Im ethischen Menschen kommt das Naturgeschehen in einen Widerspruch mit sich selbst. Die Natur kennt nur blinde Lebensbejahung. Der in den Kräften und Lebewesen auftretende Wille zum Leben ist bestrebt, sich durchzusetzen. Im Menschen aber kommt dieses natürliche Bestreben in Spannung mit einem geheimnisvollen anderen. Die Lebensbejahung strengt sich an, die Lebensverneinung in sich aufzunehmen, um anderen Lebewesen in Hingebung zu dienen und sie, eventuell durch Selbstaufopferung, vor Schädigung und Vernichtung zu bewahren.“ (GW 2, 355)
Die Verantwortlichkeit des Menschen kommt in besonderem Maße in Konfliktsituationen zum Ausdruck. Hier ist der Mensch auf sich selbst angewiesen und keiner kann ihm die Entscheidung abnehmen. „Nur subjektive Entscheide kann der Mensch in den ethischen Konflikten treffen. Niemand kann für ihn bestimmen, wo jedes Mal die äußerste Grenze der Möglichkeit des Verharrens in der Erhaltung und Förderung von Leben liegt. Er allein hat es zu beurteilen, indem er sich dabei von der aufs höchste gesteigerten Verantwortung gegen das andere Leben leiten läßt.“ (GW 2, 388)
Schweitzer hat dies an einem einfachen Erlebnis deutlich gemacht: „Ich kaufe Eingeborenen einen jungen Fischadler ab, den sie auf einer Sandbank gefangen haben, um ihn aus ihren grausamen Händen zu erretten. Nun aber habe ich zu entscheiden, ob ich ihn verhungern lasse oder ob ich täglich soundso viele Fischlein töte, um ihn am Leben zu erhalten. Ich entschließe mich für das letztere. Aber jeden Tag empfinde ich es als etwas Schweres, daß auf meine Verantwortung hin dieses Leben dem andern geopfert wird.“ (GW 1, 243)

### Bonhoeffer
Ein außergewöhnliches Beispiel bewusst gelebter Verantwortung aus dem Glauben war Dietrich Bonhoeffer, der sich von Anbeginn öffentlich gegen den Nationalsozialismus stellte, aktiv den Widerstand unterstützte und schließlich kurz vor Ende des Krieges im KZ Flossenbürg ermordet wurde. Bonhoeffer verband seinen hohen theoretischen Anspruch mit einer dem gerecht werdenden Lebenshaltung.
Bonhoeffers persönliches Leitmotiv war „das Wirklichwerden der Offenbarungswirklichkeit Gottes in Christus unter seinen Geschöpfen.“ (DBW 6, 34). Das Gute war für ihn nicht der Wert eines Seienden oder einer Handlung, sondern die Wirklichkeit Gottes. „Das Gute ist nichts ohne dieses Wirkliche, und dieses Wirkliche ist nichts ohne das Gute.“ (DBW 6, 35) Bonhoeffer vertrat eine Verantwortungsethik, weil er nur in dieser Glauben und Handeln in Einklang sah. Die Gesinnungsethik hat keinen unmittelbaren Bezug zur Tat, der Erfolg einer Erfolgsethik ist gut, benötigt aber nicht den Glauben als Grundlage und kann deshalb abweichende Werte verfolgen. Beide bleiben an der Oberfläche. (DBW 6, 37)
Den richtigen Weg zur Verantwortung findet der Mensch, wenn er sein praktisches Leben im Glauben führt. „Diese echte Verantwortung besteht in der Ausrichtung der konkreten Gestalt der göttlichen Mandate auf ihren Ursprung, ihren Bestand und ihr Ziel in Jesus Christus.“ (DBW 6, 57) Christliche Ethik kann für Bonhoeffer nicht in der Theorie verhaftet bleiben. „Hier kann Entscheidung und Tat nicht mehr dem Einzelnen in sein Gewissen geschoben werden, sondern hier gibt es konkrete Gebote und Weisungen, für die Gehorsam gefordert wird.“ (DBW 6, 89)
Die Verantwortung liegt nicht mehr nur beim Einzelnen, sondern die ganze Kirche ist gefordert. Wer den Gehorsam nicht leistet, kann sich vor Gott nicht verantworten. Deshalb sah Bonhoeffer auch die Bekennende Kirche als einzig legitime Vertretung der evangelischen Christen in der Nachfolge Christi in der Zeit des Nationalsozialismus. Er betonte, dass „wir durch unsere Geschichte objektiv in einen bestimmten Erfahrungs-, Verantwortungs- und Entscheidungszusammenhang gestellt sind, dem wir uns ohne Abstraktion nicht mehr entziehen können.“ (DBW 6, 88) In diesem Sinne lässt sich Verantwortung aus Glauben und politische Verantwortung des Christen nicht trennen. Bonhoeffer widersprach der teilweise im Lutheranismus verbreiteten Interpretation der Zwei-Reiche-Lehre, dass das Glaubensleben und das öffentliche Leben in der Praxis getrennt werden könnten.
Wie die Eltern für ihre Kinder, so übernimmt der Christ als Stellvertreter Gottes Verantwortung in der Wirklichkeit (DBW 6, 257). Diese Stellvertretung erfolgt in der „Nachfolge“ Christi. (1937, DBW 4) Aus dieser Position des Nachfolgers ist der Mensch zur Zivilcourage aufgefordert und im Grenzfall in den Konflikt des Widerstandes gegen positive Gesetze geraten. „Es gibt kein Gesetz, hinter dem der Verantwortliche hier Deckung suchen könnte. Es gibt auch kein Gesetz, das den Verantwortlichen angesichts solcher Notwendigkeit zu dieser oder jener Entscheidung zu zwingen vermöchte. Es gibt angesichts dieser Situation nur den völligen Verzicht auf jedes Gesetz, verbunden mit dem Wissen darum, hier in freiem Wagnis entscheiden zu müssen.“ (DBW 6, 274) Die durch einen Gesetzesverstoß entstehende Schuld muss ein Christ auf sich nehmen, wenn er in der Nachfolge Christi steht, der die Schuld der Menschen ohne Sünde trug. (DBW 6, 276)
Bonhoeffer betonte die Freiheit des Menschen, verantwortlich zu handeln: „Verantwortung und Freiheit sind einander korrespondierende Begriffe. Verantwortung setzt sachlich – nicht zeitlich – Freiheit voraus, wie Freiheit nur in der Verantwortung bestehen kann. Verantwortung ist die in der Bindung an Gott und an den Nächsten allein gegebene Freiheit des Menschen.“ (DBW 6, 283) Wer um seine Freiheit weiß, weiß auch um seine Verantwortung.
Im Anschluss an Bonhoeffer forderte die Vollversammlung des Ökumenischen Rates der Kirchen 1948 in Amsterdam eine „verantwortliche Gesellschaft“, die sich an Freiheit und Gerechtigkeit ausrichtet.
Martin Honecker definierte hierzu: „eine verantwortliche Gesellschaft ist eine solche, in der Freiheit Freiheit von Menschen ist, die sich für Gerechtigkeit und öffentliche Ordnung verantwortlich wissen, und in der jene, die politische Autorität oder wirtschaftliche Macht besitzen, Gott und den Menschen, deren Wohlfahrt davon abhängt, für ihre Ausübung verantwortlich sind.“

### Sartre
Im Existenzialismus Jean-Paul Sartres wird das Verhältnis von Freiheit und Verantwortung radikalisiert. Der Mensch ist verurteilt zur Freiheit und trägt deshalb die Verantwortung für alle Handlungen in der Welt. (SN 950) Der Mensch ist das Subjekt, das Für-sich, das den Zustand der Welt als sein eigenes Produkt hinnehmen muss. Die Übernahme der absoluten Verantwortlichkeit ist die Konsequenz der totalen Freiheit. „Was mir zustößt, stößt mir durch mich zu, und ich kann weder darüber bekümmert sein, noch mich dagegen auflehnen, noch mich abfinden.“ (SN 951) Der Mensch kann sich seinem Schicksal nicht entziehen, „sofern letztlich meine Geworfenheit, das heißt meine Faktizität, lediglich darin besteht, dass ich verurteilt bin, vollständig für mich selbst verantwortlich zu sein.“ (SN 955)
Indem der Mensch seine Freiheit und Verantwortung anerkennt, wählt der Mensch sich selbst. Er schafft einen Entwurf des Lebens und dieser ist sein Bild des Menschen. Er wird zum allgemeinen Gesetzgeber. „Wenn wir sagen, der Mensch wählt sich, verstehen wir darunter, jeder von uns wählt sich, doch damit wollen wir auch sagen, sich wählend wählt er alle Menschen.“ (EH 151)
Wer sich selbst als frei und verantwortlich betrachtet, gesteht auch allen anderen diese Freiheit zu und fordert von ihm Verantwortung. Die Freiheit des anderen ist die Grenze der eigenen Freiheit. Dies bedeutet, dass die Einsicht in seine Geworfenheit den Menschen nicht isoliert, sondern ihm die Zugewandtheit auf andere Menschen, eine Humanität erst ermöglicht. Andererseits ist Verantwortung eine Bürde.

### Jaspers
Ein Schlüsselbegriff im philosophischen Denken von Karl Jaspers ist der der Grenzsituation. Die Grundsituation des Menschen ist, dass er sich als jemand bewusst ist, der in einem Leben steht, das er bewältigen muss. Hierzu gehört auch das Wissen, dass er krank sein kann oder sterben muss. Eine Grenzsituation entsteht immer dann, wenn er in seinem Schicksal mit grundlegenden krisenhaften Situationen konfrontiert ist, denen er ausgeliefert ist, ohne sie abwenden zu können und ohne über ein Mittel zu verfügen, wie er sie bewältigen kann; „sie sind wie eine Wand, an die wir stoßen, an der wir scheitern.“
Um Grenzsituationen wie die Begegnung mit dem Tod, der unabweisbaren Geschichtlichkeit oder der nicht mehr umkehrbaren Schuld zu bewältigen, muss sich der Mensch ihnen nach Jaspers stellen. „Auf Grenzsituationen reagieren wir darum sinnvoll nicht durch Plan und Berechnung, um sie zu überwinden, sondern durch eine ganz andere Aktivität, das Werden der in uns möglichen Existenz; wir werden selbst, indem wir in die Grenzsituation offenen Auges eintreten. […] Grenzsituationen erfahren und Existieren ist dasselbe.“
Wenn der Mensch im Scheitern Schuld auf sich geladen hat, muss er sich dieser stellen und die Verantwortung übernehmen. Nur so tritt er in die Grenzsituation ein. Mit dem Annehmen der Verantwortung entspricht der Mensch der „nicht aufhörenden Forderung zum Anderswerden“. Jaspers hat diese Auffassung in einer Vielzahl politischer Stellungnahmen nach dem Zweiten Weltkrieg für sich persönlich umgesetzt.

### Levinas
Programmatisch stellt Emmanuel Lévinas fest, es sei „nicht ganz unwichtig zu wissen, ob der egalitäre und gerechte Staat, in dem der Mensch seine Erfüllung findet (und den es einzurichten und vor allem durchzuhalten gilt), aus einem Krieg aller gegen alle hervorgeht oder aus der irreduziblen Verantwortung des Einen für alle und ob er auf Freundschaften und Gesichter verzichten kann.“
Für Lévinas ist es die Begegnung mit dem anderen Menschen von-Angesicht-zu-Angesicht, aus der Verantwortung entsteht. Der Andere begegnet dem Subjekt, ohne dass es darauf Einfluss nehmen kann. Er ist ein Widerfahrnis für das Subjekt. Der Andere erhält hierdurch den Anspruch als ein Eigenes anerkannt zu werden. Dies ist die Verantwortung des Subjektes gegenüber dem Anderen.
Dem Subjekt ist es existenziell unmöglich, „sich der Verantwortung, der Sorge und des Einstehens für den Anderen zu entziehen.“ Durch diese unabweisbare Forderung des Anderen wird so die Freiheit und Spontaneität des Subjektes infrage gestellt. Der Arzt erhält die Verantwortung für seinen Patienten, indem dieser sich den Arzt als Verantwortlichen erwählt.
Im Vollzug seiner Verantwortung ist der Arzt dem Patienten ausgesetzt.
Es entsteht eine besondere Intimität und Nähe, die Lévinas mit einer Liebesbeziehung vergleicht. Der Verantwortliche muss sich mit Rolle des Anderen, dem er nicht ausweichen kann, identifizieren. Bestimmend ist die „Nicht-Indifferenz der Verantwortung bis hin zur Stellvertretung für den Nächsten.“
Aus dem Verhältnis zum Anderen ergibt sich bei Lévinas ähnlich wie bei Schweitzer oder Sartre eine Ethik des Humanismus, die jedem eine Mitverantwortung für die schrecklichen Handlungen wie im Holocaust, für die Zerstörungen der Natur oder für die Ungerechtigkeit und den Hunger aufgrund der Armut in der Welt zuweist. „Der Mensch gehört nicht zu einer Gesellschaft, die ihren Mitgliedern eine begrenzte Verantwortung überträgt. Er ist Mitglied einer Gesellschaft mit unbeschränkter Verantwortung.“
Verantwortung realisiert sich in Gerechtigkeit. „Von selbst findet nun die Verantwortung eine Grenze, entsteht die Frage: 'Was habe ich gerechterweise zu tun?' Gewissensfrage. Es braucht die Gerechtigkeit, das heißt den Vergleich, die Koexistenz, die Gleichzeitigkeit, das Versammeln, die Ordnung, das Thematisieren, die Sichtbarkeit der Gesichter und deshalb die Intentionalität und den Intellekt der Intentionalität und dem Intellekt die Verstehbarkeit des Systems und insofern auch eine gemeinsame Gegenwart auf gleicher Ebene, der der Gleichheit, wie vor einem Gericht.“

### Etzioni
Für Amitai Etzioni ist Verantwortung ein wesentliches Element einer kommunitaristisch orientierten Gemeinschaft. In seinem Buch Die Verantwortungsgesellschaft entwickelt er Kriterien, die eine gute Gesellschaft ausmachen. Anzustreben ist ein ausgewogenes Verhältnis zwischen Ordnung und Autonomie. Er vertritt die These „daß der Ruf nach mehr sozialer Verantwortung […] nicht auf die Einschränkung individueller Rechte zielt, daß vielmehr starke Rechte und ein hohes Maß an Verantwortung zusammengehören.“
Durch eine in der Gegenwart immer mehr ausgeweitete individuelle Freiheit gehen moralische Werte verloren und es werden die „ohnehin schon geschwächten Fundamente der sozialen Tugenden weiter ausgehöhlt.“ Etzioni appelliert stattdessen für die Ausbildung eines Gemeinsinns, der der Stimme der Moral folgt, eine freiwillige Übernahme von Verantwortung anstrebt und als Wert die goldene Mitte ähnlich der Tugendethik bei Aristoteles setzt. „Gemeinschaften verfügen oft über starke moralische Stimmen und können darum hilfreich sein, eine soziale Ordnung zu bewahren, die sich maßgeblich auf Wertverpflichtungen stützt und von freiwilliger Natur ist, anstatt erkauft oder erzwungen zu sein.“ Hiermit wendet er sich sowohl gegen den ungezügelten Kapitalismus als auch gegen einen paternalistischen Staat.

## Verantwortung als Thema der Kunst
Eine kritische Auseinandersetzung mit der Verantwortung im Zweiten Weltkrieg ist das Drama Draußen vor der Tür von Wolfgang Borchert. Die Verantwortung der Wissenschaften thematisiert Friedrich Dürrenmatt in Die Physiker. Ähnlich verhandelt Heinar Kipphardt im Theaterstück In der Sache J. Robert Oppenheimer die Verantwortung des Physikers für die Verwendung seiner Erfindung aus dem Manhattan-Projekt. Auch der Komponist John Adams greift das Thema in seiner Oper Doctor Atomic auf.

## Zitate
- „Im Bewußtsein seiner Verantwortung vor Gott und den Menschen, von dem Willen beseelt, als gleichberechtigtes Glied in einem vereinten Europa dem Frieden der Welt zu dienen, hat sich das Deutsche Volk kraft seiner verfassungsgebenden Gewalt dieses Grundgesetz gegeben.“ – Erster Satz der Präambel des Grundgesetzes
- „Unsere Würde unterscheidet uns von allen anderen innerweltlichen Wesen; in ihr erfahren wir unsere Verantwortung; wir tragen Verantwortung für uns selbst und für andere.“[179] – Deutsche Bischofskonferenz
- „Unser Handeln ist immer in gewissem Maße von Verantwortung durchleuchtet. Das Wesen dieser Verantwortung bildet die dauernde Spannung zwischen unserem ‚ich’ als dem Subjekt unseres Handelns und der Erfahrung von etwas außerhalb von uns – irgendeines ‚Gesetzes’ oder eines Richterstuhls, die unser Handeln richten, irgendeines ‚untersuchenden Auges’, das man nicht belügen kann, weil es alles sieht und sich alles gut merkt, einer unendlich weisen und gerechten Instanz, die imstande ist, die allersubtilsten unserer Entscheidungen und Motivationen zu verfolgen, die allein sie völlig verstehen und endgültig beurteilen kann und deren ‚unwiderrufliche’ Haltung für uns aus irgendeinem Grunde größere Bedeutung hat als alles andere auf der Welt. Die menschliche Verantwortung ist also, wie übrigens schon aus dem Wort hervorgeht, die Verantwortung zu etwas. Wozu aber? Was ist diese allgegenwärtige, allmächtige und nicht zu täuschende Instanz und wo hat sie ihren Sitz?“[180] – Václav Havel
- „Das Wort Verantwortung hat nur da einen deutlichen Sinn, wo jemand die Folgen seines Handelns öffentlich abgerechnet bekommt, und das weiß; so der Politiker am Erfolg, der Fabrikant am Markt, der Beamte an der Kritik der Vorgesetzten“[181] – Arnold Gehlen
- „Vor dem Anderen ist das Ich unendlich verantwortlich“.[182] Horst-Eberhard Richter (2002)